# Aviação Naval Brasileira
A Aviação Naval Brasileira é o componente aéreo da Marinha do Brasil, atualmente denominada Força Aeronaval. A maior parte de sua estrutura aérea está subordinada ao Comando da Força Aeronaval (ComForAerNav), organização militar responsável por prover apoio aéreo operacional a partir das embarcações da Marinha, enquanto quatro esquadrões estão subordinados aos Distritos Navais, responsáveis por águas internas e litorâneas. O ComForAerNav tem sede na Base Aérea Naval de São Pedro da Aldeia (BAeNSPA), onde são realizadas as manutenções a nível de parque de todas as aeronaves e onde também encontra-se o Centro de Instrução e Adestramento Aeronaval (CIAAN), que forma seu pessoal. Seus pilotos, todos oficiais com um a três anos de experiência naval prévia, voam seus helicópteros, aviões e Aeronaves Remotamente Pilotadas (ARPs, ou drones) como extensões do armamento e sensores dos navios.
A primeira fase da Aviação Naval teve início em 1916, com a criação da Escola de Aviação Naval. Aviadores navais brasileiros foram enviados ao exterior na Primeira Guerra Mundial, participando de operações reais de patrulha, e a Aviação Naval, focada em hidroaviões, desenvolveu-se rapidamente nas décadas seguintes e criou uma identidade comum com os aviadores do Exército. Este período findou-se em 1941, quando o presidente Getúlio Vargas, contrariando o Ministério da Marinha, transferiu toda a aviação militar do país para a recém-criada Força Aérea Brasileira (FAB). A importante aviação de patrulha no litoral ficou a cargo da FAB na Segunda Guerra Mundial, mas no exterior, evidenciou-se a necessidade de um corpo de aeronaves embarcadas. Portanto, a Marinha recriou sua Diretoria de Aeronáutica em 1952, adquiriu o Navio-Aeródromo Ligeiro (NAeL, ou seja, porta-aviões) Minas Gerais em 1956 e investiu pesadamente numa frota de helicópteros e aviões e num novo quadro de aviadores. Nesta segunda fase, a questão da aviação embarcada gerou um grave conflito entre a Marinha e a FAB, que desejava o monopólio da aviação militar.
Em 1965 o presidente Castelo Branco editou um novo decreto, proibindo a Marinha de operar aeronaves de asa fixa (aviões), mas autorizando as de asa rotativa (helicópteros). Começou assim uma terceira fase, com a FAB embarcando seus aviões no Minas Gerais, e a Marinha desenvolvendo suas operações com helicópteros. Embarcados até mesmo em navios pequenos, as asas rotativas permanecem como o principal elemento da Aviação Naval, mesmo nas fases seguintes. O foco das operações aeronavais era a guerra antissubmarino, mas vários dos helicópteros também receberam mísseis antinavio, e sua versatilidade para o reconhecimento e transporte é muito aproveitada. O Corpo de Fuzileiros Navais valoriza-os para as operações anfíbias. Organizaram-se esquadrões de helicópteros de instrução (HI-1), de ataque (HA-1), antissubmarino (HS-1) e de emprego geral (HU-1 e 2). A partir de 1979, os meios distritais expandiram a Aviação Naval para longe do Rio de Janeiro. A mudança de prioridades da Marinha e a aposentadoria do 1.º Grupo de Aviação Embarcada (GAE) da FAB culminaram numa quarta fase: em 1998, um novo decreto permitiu à Marinha operar aeronaves de asa fixa, autorizando sua compra de jatos A-4 Skyhawk para organizar o 1.º Esquadrão de Aviões de Interceptação e Ataque (VF-1). Diante da iminente aposentadoria do Minas Gerais, foi comprado um novo porta-aviões, o NAe São Paulo.
O VF-1 foi celebrado como uma conquista de defesa aérea da Esquadra, projeção de poder nacional e a evolução para uma marinha de águas azuis, mas tanto os jatos quanto o novo porta-aviões sofreram sérios problemas de indisponibilidade. O São Paulo foi aposentado em 2017, prendendo os Skyhawks em bases terrestres, com previsão de serviço até 2030. Entretanto, a demanda para o embarque de helicópteros foi suprida pela compra do NAM Atlântico em 2020. Os investimentos nos helicópteros continuaram nas décadas de 2010 e 2020, com novos UH-12 Esquilo, pequenos, mas os mais numerosos da frota aérea, e os maiores Super Cougar, SH-16 Seahawk e Super Lynx. Os planos para um 1.º Esquadrão de Aviões de Transporte e Alarme Aéreo Antecipado (VEC-1), crucial para apoiar o VF-1, foram abandonados. A ativação do 1.° Esquadrão de Aeronaves Remotamente Pilotadas (QE-1), em 2022, permitindo maior desenvolvimento nas áreas de inteligência, vigilância e reconhecimento, inaugurou a quinta fase.

## Função e missão
A Aviação Naval pode ser classificada em alas aéreas embarcadas; aeronaves orgânicas dos navios de guerra; aviação dos fuzileiros navais e a aviação naval baseada em terra. Mesmo classes menores de navios, como os de patrulha fluvial, podem operar helicópteros, mas só a classe do porta-aviões ou Navio-Aeródromo (NAe), na terminologia da Marinha, também opera aviões, tem como sua razão de ser as aeronaves e oferece uma estrutura completa de apoio no mar. A Estratégia Nacional de Defesa de 2008 categorizou também o neologismo “Navio de Propósitos Múltiplos” (NPM), que serve de porta-helicópteros, mas só opera aeronaves de asa fixa se forem de pouso vertical STOVL. No exterior, são conhecidos por siglas como LHD [en], LHA [en] e LPA. Pousar nos navios é uma tarefa complexa e arriscada para aviões e helicópteros.
A missão principal da Aviação Naval Brasileira é, na definição oficial, "prover o apoio aéreo aos Comandos Operativos, a fim de contribuir para os diversos empregos do Poder Naval". Dessa forma, os navios são mais do que locais de pouso para as aeronaves, e ambos operam de forma simbiótica; um pode atirar num alvo identificado pelo outro, por exemplo. As aeronaves ampliam o armamento e sensores da esquadra, conferindo maior capacidade de detecção e contato com o inimigo a maiores altitudes e distâncias, podendo lançar munições além do horizonte visual. Assim, contribuem para o controle de área marítima, o comando do mar e a projeção de poder em terra nas operações anfíbias.

### Navios-aeródromo e asas fixas

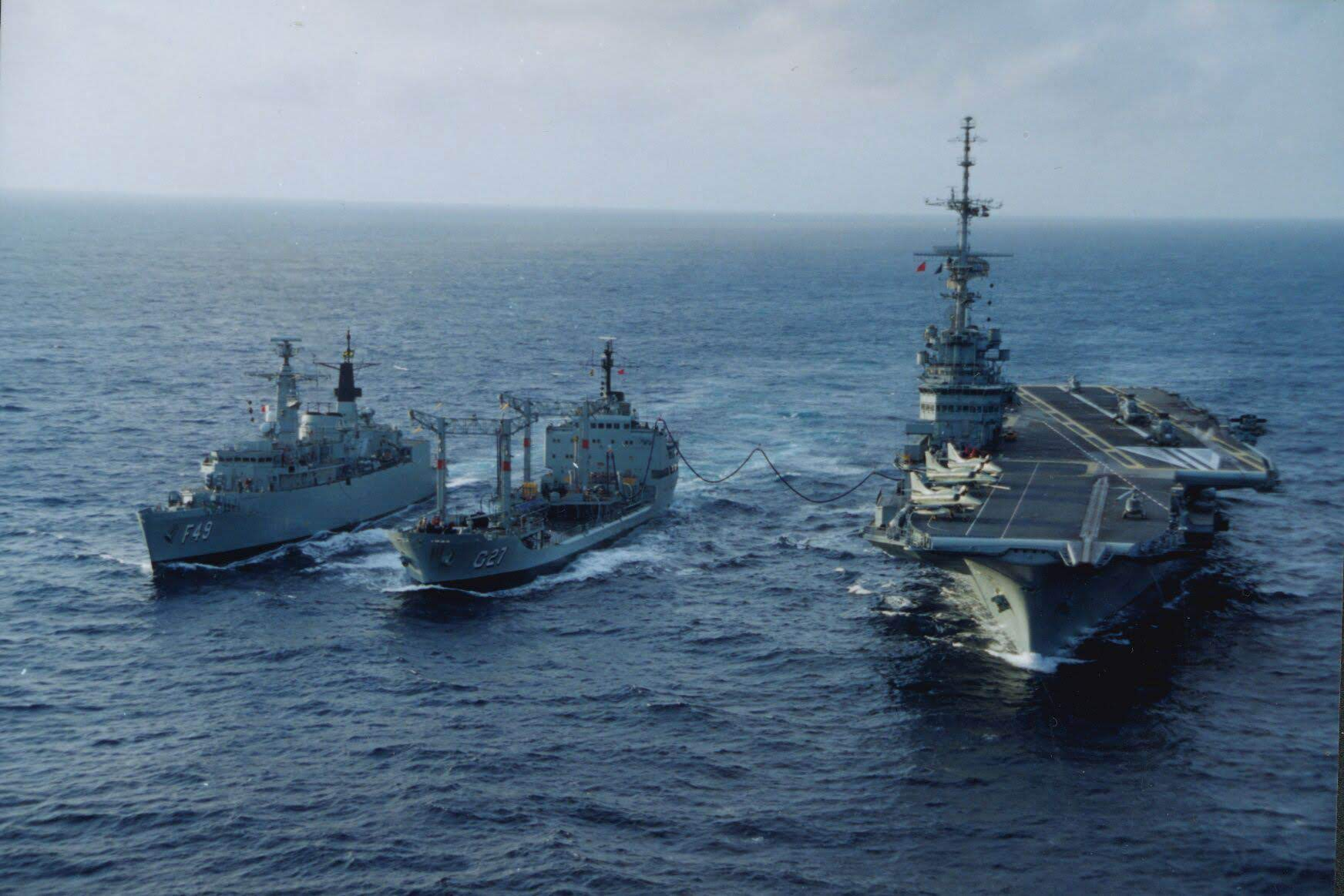
Navio-Aeródromo São Paulo, outrora capitânia da esquadra e base para caças Skyhawk no mar até sua desativação em 2017, é reabastecido por um navio-tanque e escoltado por uma fragata

Desde a Segunda Guerra Mundial (1939–1945) a aviação é indispensável às esquadras, e o porta-aviões, sua espinha dorsal, embora no século XXI já exista controvérsia sobre a obsolescência dos grandes navios de superfície. Quando o Brasil adquiriu seu primeiro porta-aviões, no contexto da Guerra Fria, sua hipótese de emprego era a guerra antissubmarino para defender, aliado aos Estados Unidos, as linhas de comércio marítimo durante uma guerra. Essa função ainda existe, mas perdeu prioridade com o desenvolvimento de um pensamento estratégico autônomo e a ideia, desde os anos 90, de uma “esquadra equilibrada”, com cobertura aérea própria. O desejo de projeção de poder defendido pelos articulistas da Revista Marítima Brasileira começou a se materializar no início do século XXI, quando a Marinha pôde embarcar jatos no NAe São Paulo.
A primeira diretriz da Estratégia Nacional de Defesa de 2008 refere-se, no contexto da Amazônia Azul, à dissuasão de possíveis forças hostis dentro da jurisdição brasileira. Portanto, para a doutrina naval brasileira, o objetivo central de sua existência é a negação do uso do mar ao inimigo, tendo a capacidade de manter sob controle as áreas marítimas e águas interiores com importância tanto política quanto estratégica, econômica e militar. Para cumprir isto, a esquadra deve ser capaz de se defender contra quaisquer ameaças, destacando-se as aéreas. Em meio a todos os meios navais imprescindíveis para um poder naval eficaz e equilibrado, faz-se necessário para a Marinha dispor de meios aéreos embarcados em um Navio-Aeródromo (NAe), pois, quando o tem, é dotada de maior mobilidade, flexibilidade, versatilidade e permanência, permitindo à Esquadra cumprir missões em um amplo espectro, ou seja, tanto humanitárias e pacíficas quanto as de crise ou guerra.
Por possuir variada gama de meios aéreos, somados aos sistemas de comando e controle à infraestrutura de apoio das operações aéreas, a aviação embarcada em um NAe torna-se capacitada a projetar sua força, controlar determinadas áreas marítimas, auxiliar na negação do uso do mar e na dissuasão não nuclear, cumprindo desta forma os quatro objetivos basilares do poder naval brasileiro. Ela é especialmente importante para a superioridade aérea, principalmente longe dos litorais brasileiros, onde o alcance da Força Aérea Brasileira é limitado. Mesmo com o compartilhamento de efetivos entre as forças, evidenciam-se as diferenças entre a doutrina naval e a aeronáutica, pois a doutrina desta última dificulta a mobilidade, flexibilidade e permanência vitais para o uso devido do poder naval. Por isso o NAe, devido à sua versatilidade de funções, torna-se o principal meio para a obtenção da superioridade aérea e o cumprimento da trindade “controle, mobilidade e presença”.
As aeronaves de interceptação a bordo de um NAe, vetoradas por aeronaves de Alarme Aéreo Antecipado (AEW) e apoiadas por outras de reabastecimento em voo, podem defender uma força naval do ataque por aeronaves e mísseis e negar a liberdade de ação ao reconhecimento aéreo adversário. Juntamente com os mísseis e canhões instalados nos navios, formam a defesa aeroespacial da força naval. Essa discussão é teórica; a Marinha não tem experiência real de combate com os aviões embarcados, e em 2016 a defesa antiaérea de seus navios era limitada, e a defesa aérea, inoperante. O Brasil não tem aeronaves de interceptação a bordo de um NAe; desde a desativação do São Paulo em 2017, a diminuta frota aérea dessa categoria está no limbo.

### Asas rotativas

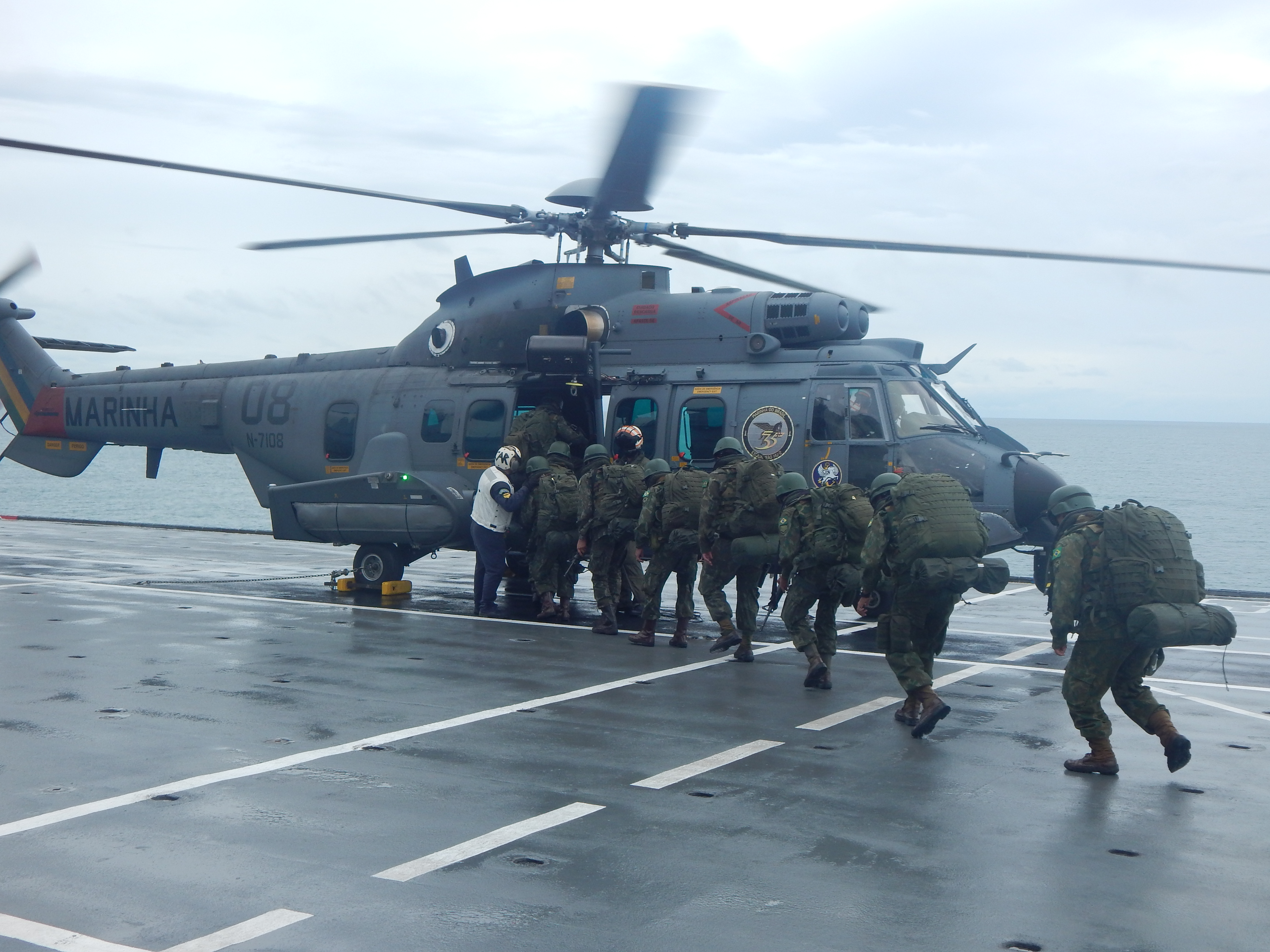
Embarque de fuzileiros navais num EC725 Cougar

Os helicópteros são o braço mais desenvolvido da Aviação Naval. Seus esquadrões são de instrução, antissubmarinos, de esclarecimento e ataque e de emprego geral. Os helicópteros de “emprego geral” têm funções como a ligação e observação, serviços de hidrografia, transporte e guarda de aeronaves, mas mesmo os outros esquadrões têm missões diversas. Um helicóptero poupa o navio de desnecessariamente usar os motores a toda força ou retornar ao porto. Na base em São Pedro da Aldeia há sempre um helicóptero de alerta para navios de serviço e outro para uma evacuação aeromédica urgente, até mesmo para um navio mercante, ou uma entrega de cargas não programada.
Os esquadrões distritais de emprego geral voam nas águas interiores e no litoral com missões operacionais (patrulha, inspeção de navios e combate ao contrabando e outras atividades ilícitas) e sociais, representando a Marinha para a população em regiões remotas da Amazônia e Pantanal. Suas operações são mais simples, devido ao balanço dos navios e proximidade da terra, mas os helicópteros podem passar semanas distantes da base ou qualquer outra estrutura de apoio. Os helicópteros menores de emprego geral são também requisitados pelo Grupamento de Navios Hidroceanográficos e pelo Programa Antártico Brasileiro.
Helicópteros de maior porte, como o Super Cougar e SH-16 Seahawk, exigem um espaço de convés maior para servir embarcados. Nos meios da Esquadra em 2020, isso só estava disponível no Atlântico, no Navio-Doca Multipropósito (NDM) Bahia e em três Navios de Desembarque de Carros de Combate (NDCC). Fragatas e corvetas podem abastecê-los durante o voo, mas somente helicópteros menores, como o Super Lynx, Esquilo e Jet Ranger podem pousar. Os navios de patrulha oceânica têm também espaço, mas sem hangar próprio.
Embora considerado imprescindível para a defesa aérea em alto-mar, o NAe pode ser substituído nas guerras antissubmarino e de superfície pelos demais efetivos navais dotados de meios aéreos embarcados. Numa operação anfíbia com helicópteros, um navio de assalto anfíbio alivia o trabalho do NAe. O Corpo de Fuzileiros Navais (CFN), que estaria à frente da operação anfíbia, usaria amplamente os helicópteros para o transporte da infantaria e o apoio de fogo com metralhadoras e mísseis. Sua doutrina já estuda por décadas o papel dos helicópteros, e há a ideia de uma aviação orgânica FN, como já existe entre os fuzileiros navais de outros países. A parceria entre os fuzileiros e a Aviação Naval é antiga, mas os helicópteros atualmente precisam dividir sua atenção para várias outras tarefas.

## História

### Primeira fase

#### Criação
Desde logo reconhecendo as potencialidades do poder aéreo, ainda em 1908, a Marinha já estudava a aquisição de dirigíveis e aeroplanos. Apenas cinco anos após o voo pioneiro de Santos Dumont, em 1911, o Tenente Jorge Henrique Moller, primeiro piloto militar brasileiro, recebeu seu brevê em 29 de abril, na França, sendo também o fundador do Aeroclube Brasileiro. O Exército e a Marinha matricularam oficiais na Escola Brasileira de Aviação, fundada em 1914, mas ela faliu em menos de cinco meses. Os primeiros passos na aviação nacional eram difíceis, e faltava uma indústria aeronáutica no país. A Marinha foi pioneira nesse ramo; em 23 de agosto de 1916, o decreto n.° 12 167, promulgado pelo presidente Venceslau Brás, criou a Escola de Aviação Naval, e assim, a Aviação Naval Brasileira. Os primeiros aviões foram comprados com um fundo popular que tentou levantar a soma monetária necessária para o financiamento do encouraçado Riachuelo. Como a meta não foi atingida, o dinheiro resultante foi utilizado para a compra desses aviões. Eram três aerobotes Curtiss F modelo 1914 adquiridos nos Estados Unidos. Anteriormente a Marinha visou a Farman Aviões, da França, mas ela estava concentrada na Primeira Guerra Mundial.
Três meses após a criação da Escola de Aviação Naval, os tenentes Augusto Schorcht, Vianna Bandeira e Carvalho e Silva foram nomeados os três primeiros aviadores navais. Ali também se formaram alguns pioneiros da Aviação do Exército, que demoraria mais para criar sua Escola de Aviação. Em 1917–1918 a Aviação Naval já estava estruturada o suficiente para enviar voluntários para a instrução aérea no Reino Unido (oito oficiais para o Real Serviço Aéreo Naval e a Força Aérea Real), Estados Unidos (dois oficiais e um suboficial para o Serviço Aeronaval da Marinha) e Itália. No Reino Unido e EUA, eles acumularam experiência voando em patrulhas antissubmarino. As primeiras baixas da força ocorreram em acidentes de instrução no Reino Unido.

#### Anos 1920

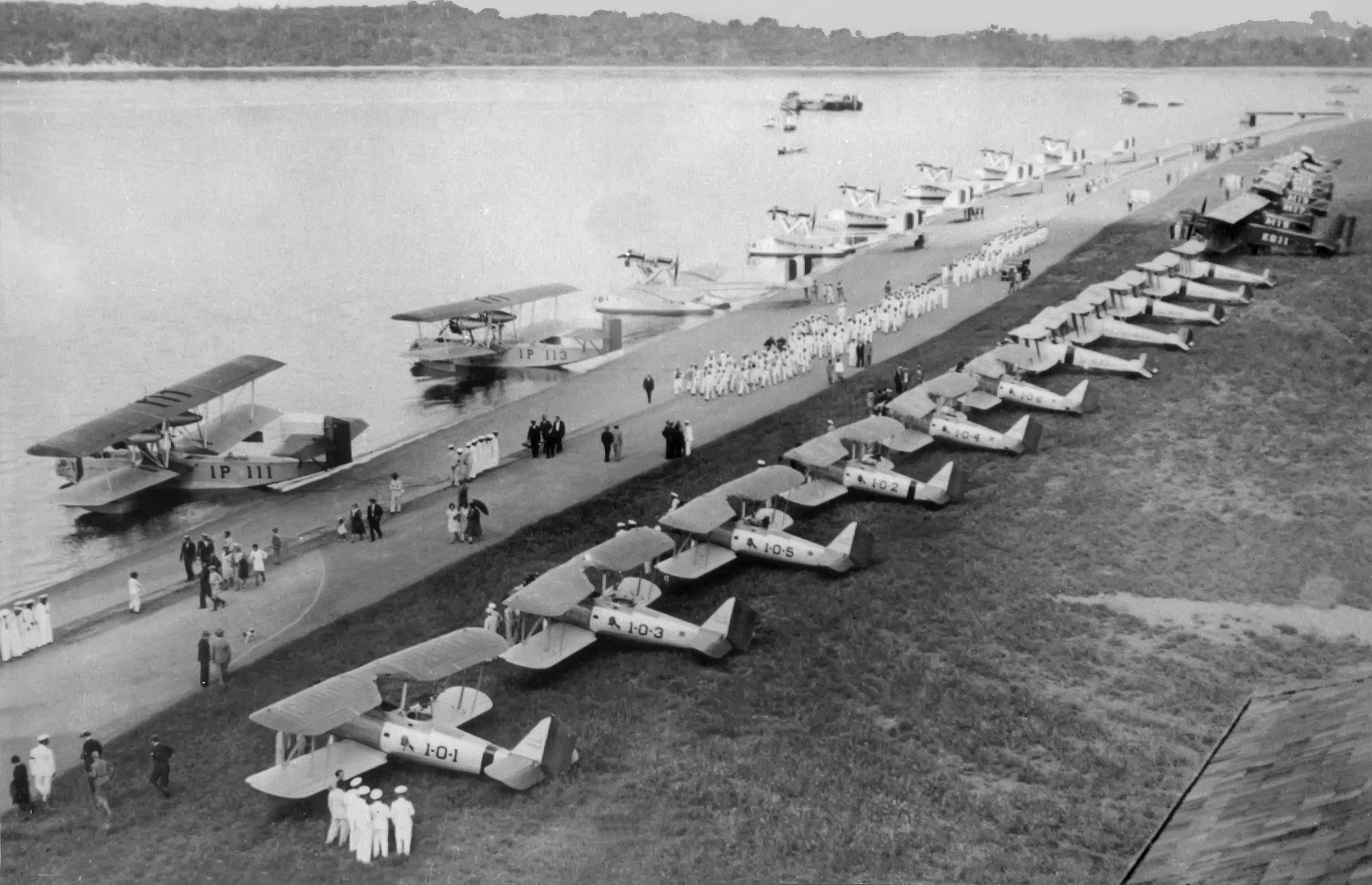
Incorporação de aerobotes Savoia Marchetti S-55A em 1924

Ao final da guerra, em 1918, a compra de aeronaves ficou mais fácil. Havia instrução para aparelhos de operação terrestre, mas os hidroplanos eram mais importantes, pois o objetivo era identificar ou atacar as forças oponentes em apoio à Armada. A origem predominante era nos Estados Unidos, pois a Marinha estava sob influência de uma missão de instrução americana. Em 1923 já se formavam as três primeiras esquadrilhas, respectivamente de bombardeio e patrulha (catorze Curtiss F 5L), reconhecimento (dezoito SVA-10) e caça (doze Sopwith 7F-1 Spite). O corpo da Aviação Naval era composto pela Flotilha de Aviões de Guerra, subordinada à Esquadra, porém operada pela Escola de Aviação Naval, que, por sua vez, era subordinada ao Estado-Maior da Armada. A Escola de Aviação Naval era sediada no Rio de Janeiro, originalmente no antigo Arsenal de Marinha, na Praça Mauá, em seguida na Ilha das Enxadas e por fim, após 1924, na Ponta do Galeão, na Ilha do Governador.
O desenvolvimento da Aviação Naval teve uma série de marcos no período entreguerras, começando em 1919, quando foi estabelecido o Correio Aéreo da Esquadra, que seria transformado no Correio Aéreo Naval, em 1934. Já na década de 1920 foram estabelecidas a Diretoria de Aeronáutica da Marinha (1923) e a Reserva Aérea Naval (1926). Ele foi evidenciado por raids aéreos, o primeiro dos quais foi realizado em 1923, alcançando Aracaju, no Sergipe. No mesmo período já se começavam a preparar futuras bases em Santos e Santa Catarina e realizar levantamentos aéreos do litoral.
Na política, o surgimento do tenentismo teve entre seus primeiros episódios a descoberta de um plano de jovens aviadores navais para bombardear a comitiva do presidente Epitácio Pessoa em 1922. Meses depois, duas aeronaves da Aviação Naval bombardearam os revoltosos no Forte de Copacabana durante a Revolta dos 18 do Forte. As bombas caíram na água ou não causaram danos materiais. Na Revolta Paulista de 1924 a 1.ª e a 2.ª Esquadrilhas de F5L, dois HS-2L e dois Curtiss MF foram transferidos a Santos em julho, de onde voaram missões de apoio à Armada e reconhecimento do litoral entre Itanhaém e Bertioga. Um deles foi perdido num acidente ao perseguir uma aeronave revolucionária que jogava panfletos sobre a Armada. Em agosto duas Curtiss MF participaram da Divisão Norte, a força naval enviada contra a Comuna de Manaus. Em outubro o sargento-aviador Bráulio Gouveia aderiu à revolta do encouraçado São Paulo e conseguiu alcançar o navio, mas foi ferido e teve seu hidroavião destruído pelos canhões da artilharia de costa legalista. Em 1930, a Aviação Naval ainda tinha organização e equipamento precários, com poucos aviões disponíveis. Os mais recentes eram três hidroaviões Martin PM, de patrulha, e seis Vought O2U-2A Corsair, de bombardeio, adquiridos pelo governo Washington Luís (1926–1930) para garantir-se contra os movimentos rebeldes.

#### Anos 1930

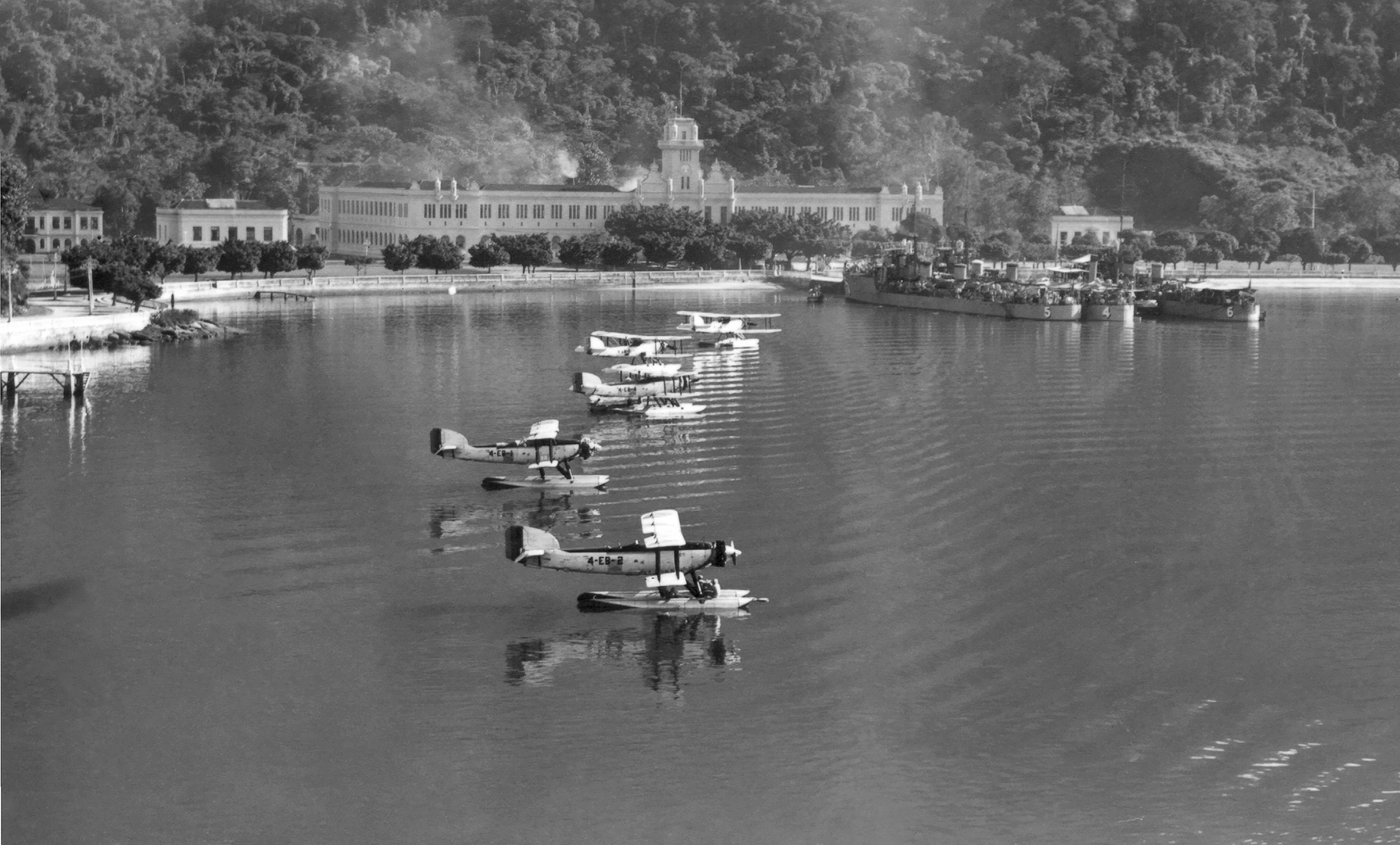
Hidroaviões Fairey Gordon pousados na água na década de 1930, com contratorpedeiros da |classe Pará ao fundo

Com a chegada da década de 1930 e a administração do almirante Protógenes Guimarães, houve um impulso crescente na Marinha pelo uso do avião como uma força bélica, algo praticamente inexistente naquela época. Esta década foi marcada por diversos experimentos como o lançamento de fumaça com efeito tático-naval e a introdução das formações de aviões em espetáculos aéreos. Entretanto, esta época também foi marcada por convulsões sociais, mais especificamente a Revolução Constitucionalista de 1932, no qual a Marinha se integrou às forças legalistas, realizando diversas operações com a Esquadra. Os destaques desta década foram a instalação dos Centros de Aviação no Rio de Janeiro, em 1931, Santa Catarina, em 1932 e Santos, em 1933; a organização da Defesa Aérea do Litoral e do Corpo de Aviação da Marinha, em 1933, a criação da Base de Aviação Naval de Porto Alegre, no mesmo ano, e a Divisão de Medicina da Aviação, de 1936. Uma esquadrilha foi deslocada para a fronteira fluvial com a Bolívia e Paraguai em 1934, quando os dois países lutavam a Guerra do Chaco.

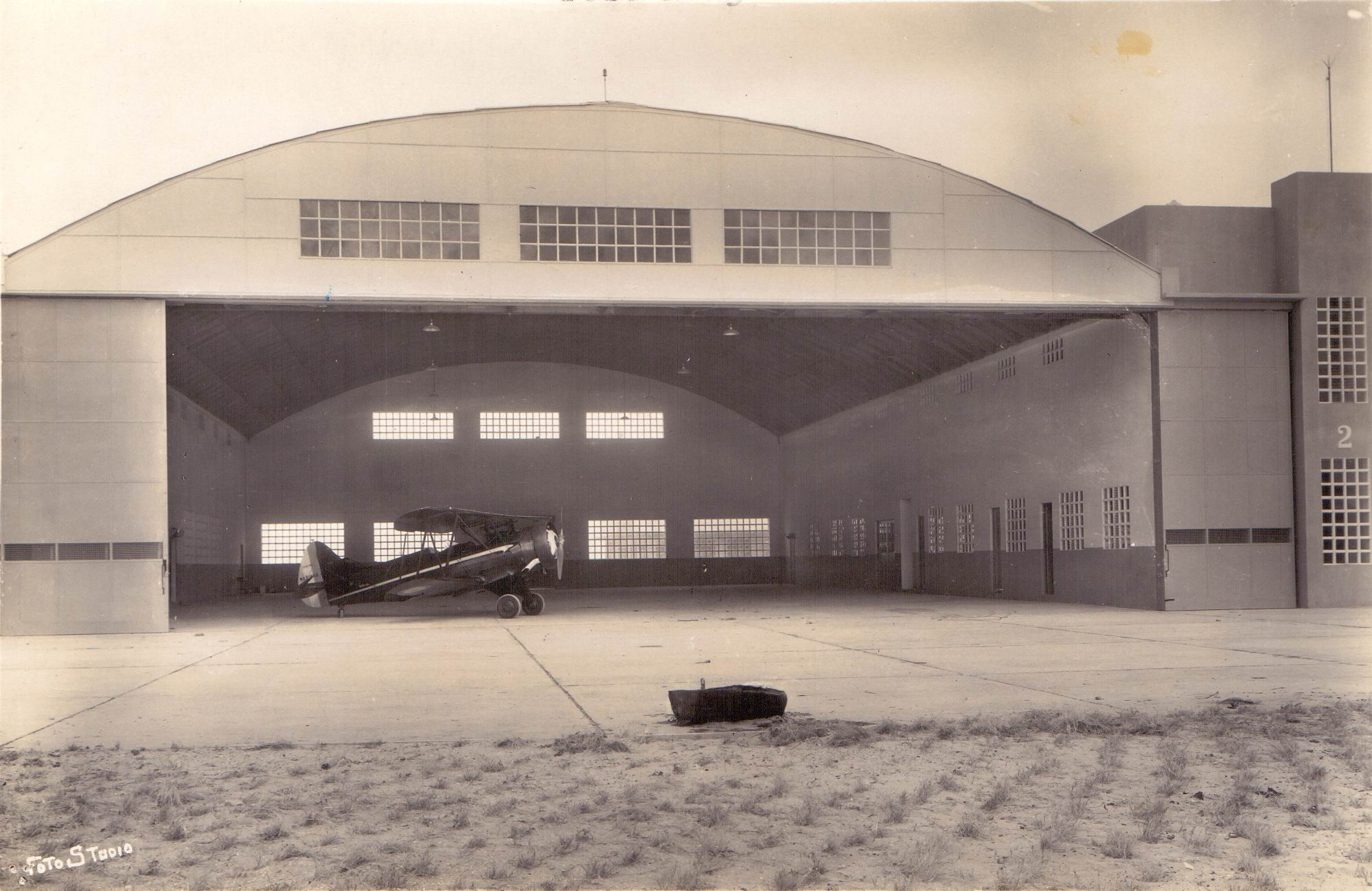
Hangar em Rio Grande em 1938

O Corpo de Aviação tinha como unidades a 1.ª Flotilha de Aviões de Esclarecimento e Bombardeio (dezoito Fairey Gordon), 1.ª Flotilha de Observação (doze Vought Corsair), 1.ª Flotilha de Bombardeio e Patrulha (dois Martin PM e cinco Savoia Marchetti), Divisão de Aviões de Combate (oito Boeing 256) e Divisão de Aviões de treinamento (oito Waco CSO). Porém, de 143 aviões importados de 1927 a 1935, sessenta ficaram parados por falta de peças sobressalentes e manutenção. Para manter os aparelhos funcionando, criaram-se no Galeão as Oficinas de Aviação Naval, em 1933, e o Almoxarifado de Aviação Naval, em 1936, que futuramente seria chamado de Fábrica de Aviões. Seus pavilhões abrigaram uma indústria bélica: a montagem de aviões da empresa alemã Focke-Wulf, que forneceu os equipamentos e treinou a mão-de-obra. A partir de 1936 a Aviação Naval ganhou 41 aviões de treinamento Focke-Wulf FW 44J, 16 aviões de bombardeio Focke-Wulf FW 58 B e 12 aviões de treinamento North American NA-46.

#### Incorporação à FAB
Em sua primeira fase as Aviações Naval, do Exército e civil eram independentes, respectivamente sob as autoridades dos Ministérios da Marinha, da Guerra e da Viação e Obras Públicas. As duas aviações militares coexistiram por 22 anos sem vínculos, com desenvolvimentos diferentes em todas as áreas. Porém, desde a final da Primeira Guerra Mundial esse arranjo era questionado nas forças armadas de outros países, com a criação de forças aéreas independentes dos exércitos e marinhas. A posição das aeronaves de uso marítimo era ainda mais complexa: enquanto na Itália a totalidade da aviação militar e civil foi unificada no Ministério do Ar em 1929, na França, Estados Unidos (após a Segunda Guerra Mundial) e Reino Unido (após 1937) havia tanto uma aviação orgânica da marinha, operando principalmente dos porta-aviões, quanto uma aviação marítima pertencente à força aérea. O debate intensificou-se no Brasil na década de 1930.
Os aviadores da Marinha e do Exército eram cada vez mais distintos do restante de suas corporações e semelhantes entre si, desenvolvendo um ethos aéreo próprio. Em retrospecto, oficiais navais consideraram um erro a criação do Corpo de Aviação da Marinha. Conforme o vice-almirante Fernando Almeida da Silva, os aviadores navais de antes de 1941 não conviviam com os navios e “se consideravam muito mais como aviadores do que como oficiais da Marinha”. As duas aviações militares compartilhavam problemas como a indisciplina, acidentes e irregularidades administrativas. Um movimento de civis e militares defendeu a unificação de todas as aviações em um só “Ministério do Ar”, considerando ineficiente suas existências separadas. Apoiando e apoiados por Getúlio Vargas, pressionavam o governo e faziam campanha na imprensa. Ela teve sucesso em 1941, com a criação da Força Aérea Brasileira (FAB) por decreto presidencial, pondo fim à existência separada das aviações militares. A Aviação Naval legou 97 aeronaves, 156 oficiais e 267 suboficiais e praças à nova corporação. Sua contribuição foi menor que a Aviação do Exército, com 331 aviões, mas ambas tinham uma frota obsoleta e heterogênea. Após o primeiro ministro da Aeronáutica, o civil Salgado Filho, cinco dos dez ministros seguintes tiveram origem na Aviação Naval.

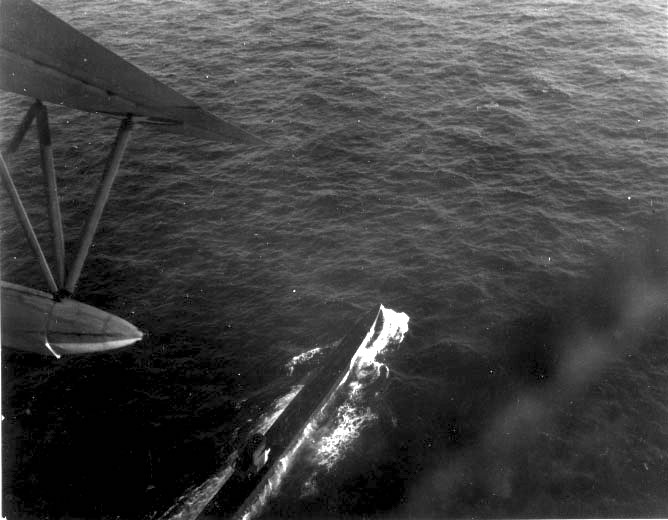
Patrulha marítima, uma das atribuições da recém-criada FAB: ataque aéreo ao submarino alemão U-199 em 1943

Desde antes da criação da FAB, já havia a expectativa de destaque para a aviação de patrulha no litoral a partir do saliente nordestino. O Exército não queria que isso fortalecesse demais o poder político da Marinha. Assim, a criação do Ministério da Aeronáutica foi apoiada pelos Ministérios da Guerra e da Viação e Obras Públicas, mas não pelo da Marinha. Outro aspecto político era a criação de um novo peso na rivalidade entre o Exército e a Marinha. Por outro lado, segundo o aviador naval Francisco Teixeira, a maioria dos oficiais aviadores, tanto do Exército quanto da Marinha, apoiaram a medida.
Com a extinção da Aviação Naval em 1941, a Marinha participou da Segunda Guerra Mundial sem o seu componente aéreo orgânico, componente este que se mostrou indispensável para a condução das operações de guerra no mar, como a história daquele conflito tão bem demonstrou. As marinhas da Alemanha e da Itália, com poderosos navios de superfície, não puderam operar regularmente por falta de apoio aéreo. A Guerra no Oceano Pacífico foi essencialmente uma guerra aeronaval e anfíbia. A Segunda Guerra Mundial consagrou a aeronave e o porta-aviões como os meios preponderantes, principalmente pelo uso inédito dos aviões por parte da Alemanha com a blitzkrieg, colocando os encouraçados e cruzadores em segundo plano. Por outro lado, em terra, a Força Aérea mostrou-se imprescindível, com função, meios e missões específicos. O sucesso da aviação embarcada em porta-aviões reanimou na Marinha os oficiais interessados na recriação da Aviação Naval. Na Guerra Fria o modelo de “Força Aérea Única” já era considerado ultrapassado na Europa.

### Segunda fase

#### Compra doMinas Gerais

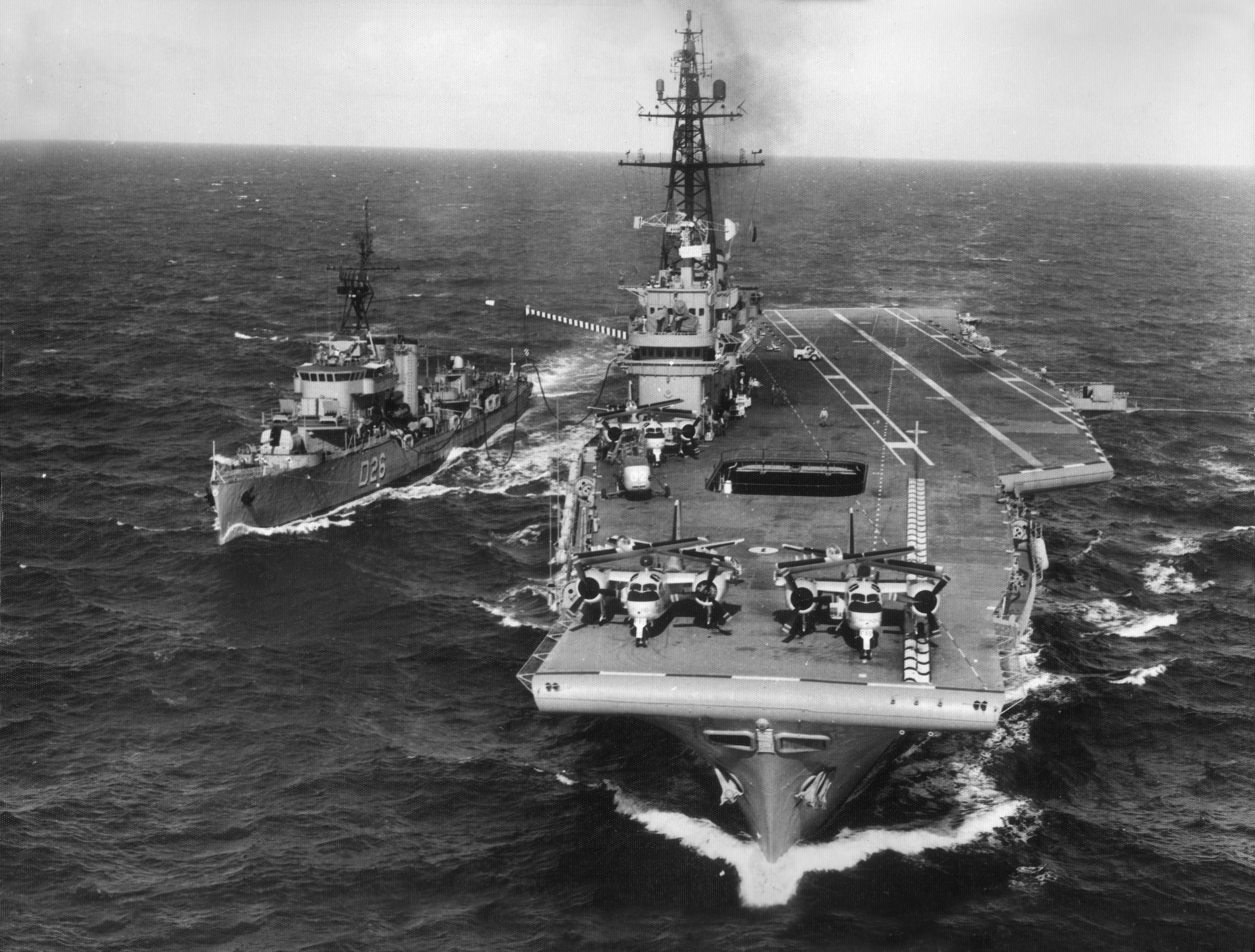
O NAeL Minas Gerais foi o epítome da expansão da Aviação Naval Brasileira e da Marinha como um todo neste período; na foto, os aviões S-2 Tracker da FAB estão no convés.

Em 4 de agosto de 1952, após intensa negociação com o presidente Vargas e o ministro da Aeronáutica Nero Moura, foi criada a Diretoria de Aeronáutica da Marinha (DAerM). Embora por vezes citado como momento de recriação da Aviação Naval, a Marinha ainda estava longe de ter pilotos e aeronaves. Pela doutrina militar definida no Estado-Maior das Forças Armadas (EMFA), o apoio aéreo dependeria da FAB, mas a Marinha considerava insatisfatória a cooperação recebida. Em 3 de dezembro de 1954 a Marinha criou a especialidade de Observador Aeronaval (OAN), que seriam formados no Centro de Instrução e Adestramento Aeronaval (CIAAN), organizado em maio de 1955. A função dos observadores seria atuar em aeronaves da FAB, mas o propósito real da Marinha era treinar novos aviadores navais. No mesmo ano, seis oficiais seguiram para os Estados Unidos, onde se formaram como pilotos de helicóptero.
A função da nova Aviação Naval seria a guerra antissubmarino. A opção mais simples, uma aviação de patrulha baseada em terra, não era politicamente viável, pois já poderia ser organizada pela FAB, com o argumento da economia de recursos a seu favor. Os cruzadores da classe Barroso, adquiridos em 1951–1952, tinham capacidade para operar helicópteros, mas as tentativas de conseguir uma aviação por essa rota não tiveram sucesso. A justificativa encontrada foi a aquisição do NAeL Minas Gerais (A-11) em 1956. Para a FAB, a concorrência com uma nova Aviação Naval pioraria suas dificuldades orçamentárias. Ela reagiu criando o 1.º Grupo de Aviação Embarcada (1.º GAE) no ano seguinte, com aviões Grumman S-2 Tracker (P-16, na FAB) e helicópteros Sikorsky HSS-1N Seabat, mas a Marinha não permitia que eles operassem a bordo do Minas Gerais. Consequentemente, o Minas Gerais operou contra a Campanha da Legalidade em 1961 sem aviões embarcados, e o 1.º GAE participou da “Guerra da Lagosta” a partir de bases em terra.

#### Primeiros helicópteros

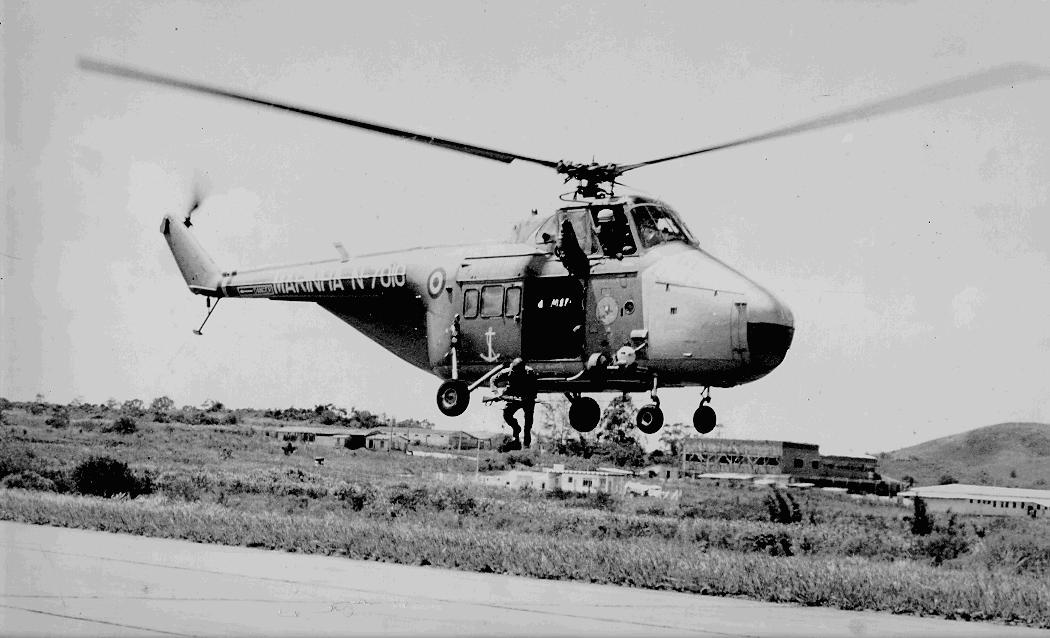
Helicóptero Westland Whirlwind Series 1 do 1.º Esquadrão de Helicópteros de Emprego Geral (HU-1)

Em 1958 a Marinha já tinha um pequeno corpo de pilotos e pessoal de manutenção qualificado, formando-os no CIAAN (cujas atividades foram transferidas a um heliponto no quilômetro 11 da Avenida Brasil no ano anterior) e também enviando oficiais para estudar no exterior. A formação do pessoal acompanhou a obtenção de meios aéreos. Em 1958 foram adquiridos vários helicópteros: dois Bell-Kawasaki HTL-6 (modelo 47G, apelidado “Sakura”), praticamente orgânicos dos navios-hidrográficos Sirius (H-21) e Canopus (H-22), e, para o CIAAN, três Bell HUL-1 (mod. 47J) e dois Westland Widgeon (HUW). O Minas Gerais chegou ao Brasil em fevereiro de 1961, trazendo a bordo três aviões Grumman TBF Avenger (usados para treinar manobras no convés, e não para voar) e três helicópteros Westland Whirlwind S-55 Srs.1 e seis Bell HTL-5 (mod. 47D) desmontados. Os S-55 ficaram com o Destacamento Aéreo do NAeL Minas Gerais, e os Bell 47, com o CIAAN.
O heliponto na Avenida Brasil era perigoso ao tráfego aéreo devido à sua proximidade ao Aeroporto do Galeão, e um avião da FAB já havia chocado com um Viscount comercial em 1959, exigindo o descongestionamento da área. Em 1961 o CIAAN foi transferido a São Pedro da Aldeia, local estratégico escolhido para uma base aérea, mas cujas obras ainda estavam incompletas. Isso foi também uma manobra política por receio de que o novo presidente Jânio Quadros desativasse ou transferisse à FAB o CIAAN. No mesmo ano a Marinha organizou a Força Aérea Naval, sediada no Minas Gerais e comandada pelo comandante-em-chefe da Esquadra, e os primeiros esquadrões, ainda não ativados: o 1.º Esquadrão de Helicópteros de Instrução (HI-1), inicialmente subordinado ao CIAAN, e o 1.º Esquadrão de Aviões Antissubmarino (AvS-1), logo renomeado 1.º Esquadrão Misto de Aviões Antissubmarino e de Ataque (AvSAt-1). Mais tarde em 1961 foram criados o 1. º Esquadrão de Helicópteros de Emprego Geral (HU-1) e o 1.º Esquadrão de Helicópteros Antissubmarino (HS-1). No ano seguinte, a compra de seis helicópteros 269A, treze 269A1 e um 269B, os “Pulgas” da Hughes, permitiu ativar o HI-1.

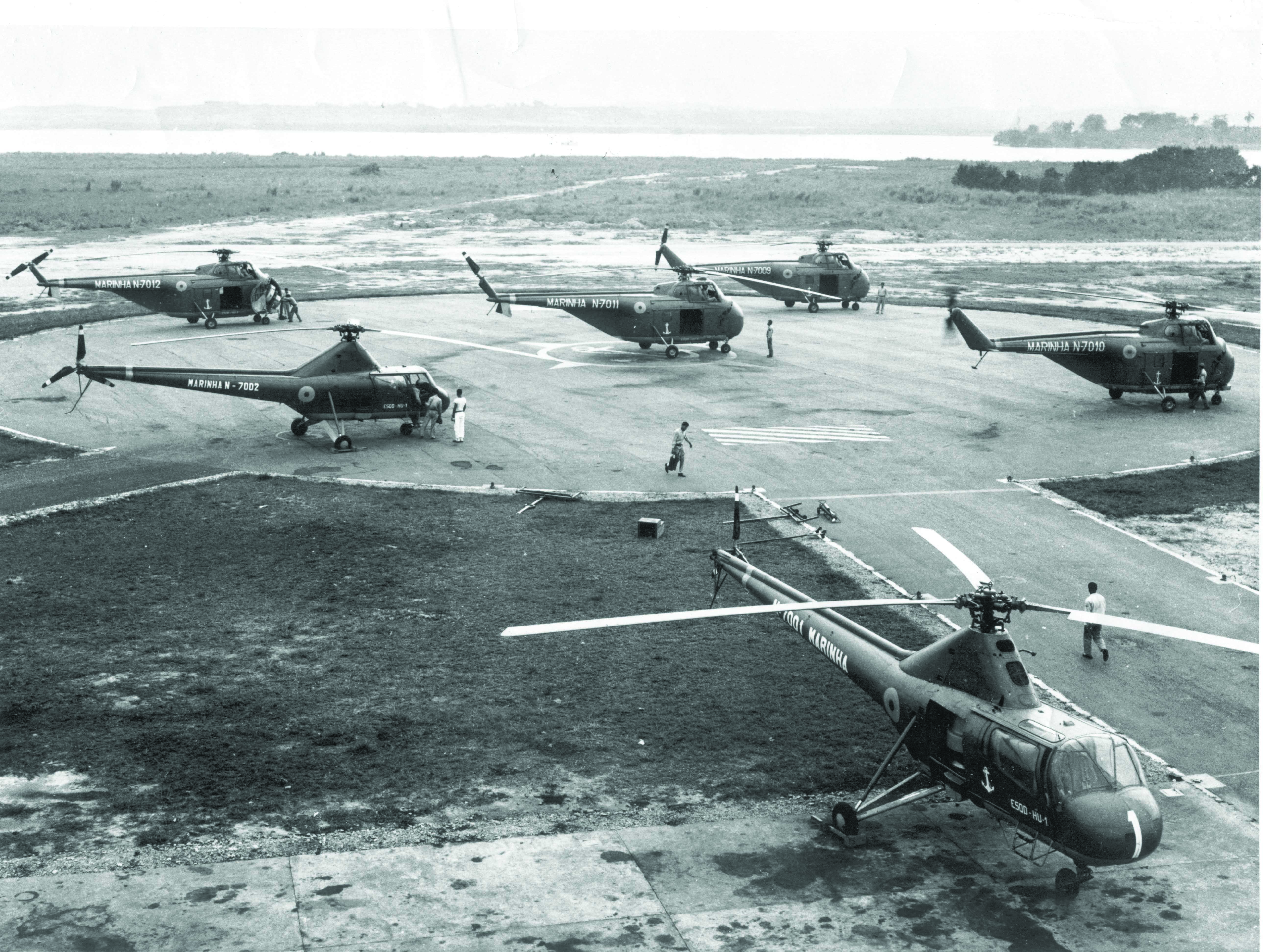
Heliponto na Avenida Brasil com os Westland Widgeon e Whirlwind

O HU-1 foi ativado em maio de 1962, após dois Whirlwind acidentarem-se gravemente em um só dia. O reparo era executável, porém, não a bordo do Minas Gerais, sendo necessário levar as aeronaves para São Pedro da Aldeia. Entretanto, os dois Widgeon que lá operavam também necessitavam de reparos constantes. O esquadrão, sediado nos antigos hangares do CIAAN na Avenida Brasil e composto dos três Whirlwind do Minas Gerais e os dois Widgeon do CIAAN, racionalizava a manutenção. Os riscos representados pelos voos perto do Aeroporto do Galeão continuavam a gerar polêmica na imprensa. O controle de tráfego aéreo do Departamento de Aviação Civil, administrado pelo Ministério da Aeronáutica, não reconhecia as aeronaves da Aviação Naval. A FAB insistia que a legislação lhe garantia monopólio sobre a aviação.

#### Asas fixas e auge da crise com a FAB

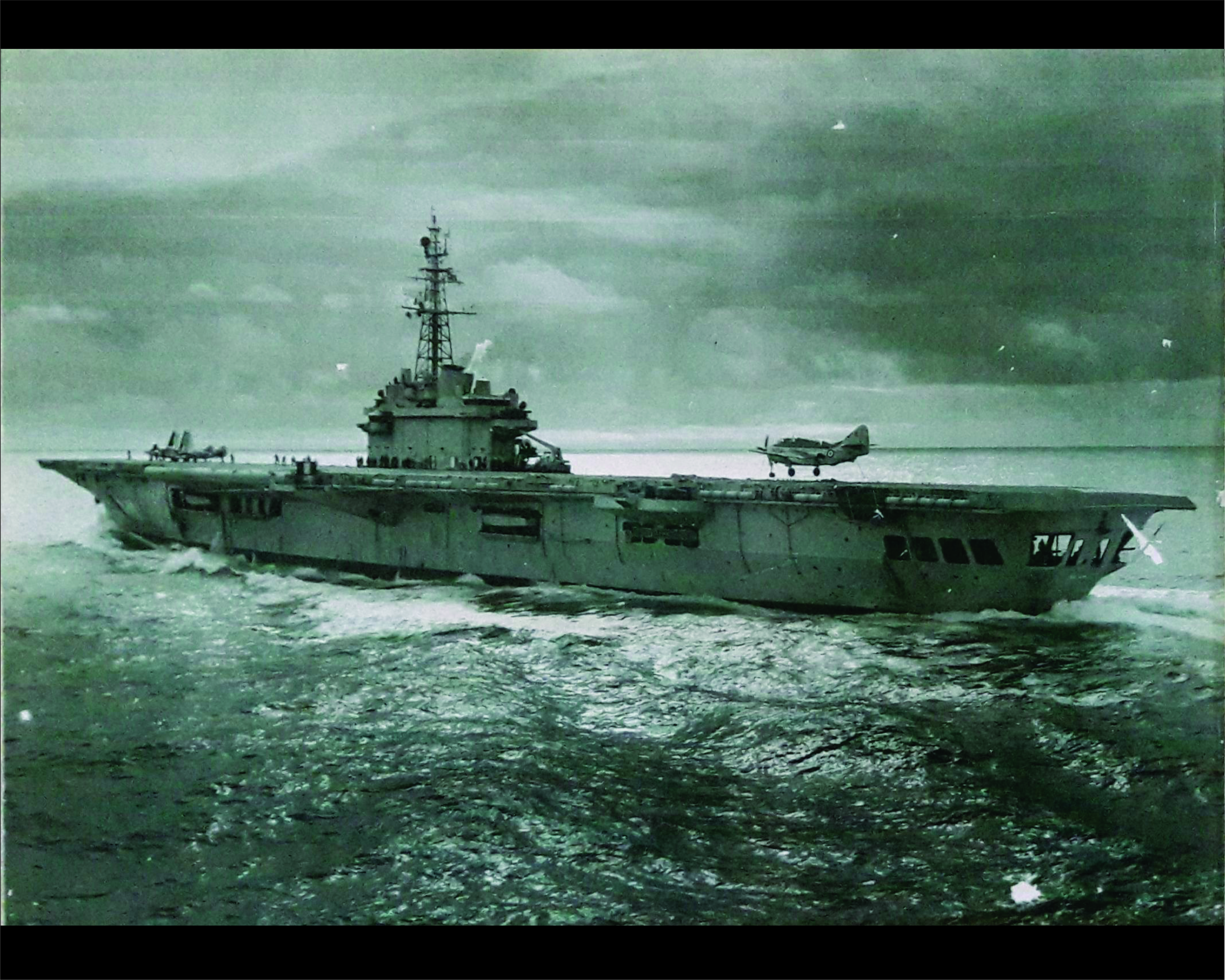
Manobra de uma aeronave Grumman sobre o Minas Gerais em 1960

A campanha “Asas para a Marinha” recebeu como aviões um Taylorcraft BC-12D, um Fairchild PT-26 e um Neiva P-56 Paulistinha doados em 1962, mas eles tiveram apenas uso limitado na instrução. Havia também o projeto do avião treinador Niess 7-250 Fragata, que já tinha um protótipo quase pronto em 1965. Mas para obter aviões operacionais, a Marinha teve que comprar, transportar e montar as aeronaves em sigilo, burlando a oposição do governo federal e da FAB. Ao longo de 1963 a Marinha recebeu seis Pilatus P.3 para o recém-criado 1.º Esquadrão de Aviões de Instrução (AvI-1) e seis North American T-28 Trojan para o AvSAt-1. Apesar do silêncio, a notícia vazou e a Aviação Naval recebeu imputações criminosas, algumas com fundamento e outras sem, da imprensa e da FAB. O clima do debate era quente, e a FAB e Marinha disputavam a opinião pública.
Em 12 de junho do mesmo ano, a Tribuna da Imprensa noticiou que um avião da FAB foi quase metralhado pela Marinha ao sobrevoar a base aeronaval em São Pedro da Aldeia. Esse e outros incidentes entre aeronaves das duas Armas levaram o presidente João Goulart a suspender todos os voos da Marinha. Em setembro, o ministro da Marinha Sílvio Mota visitou a base e foi recebido com a “Revoada”, um protesto dos aviadores navais, que decolaram em massa; a interdição chegou ao fim. A crise atingiu o primeiro escalão do governo de Castelo Branco após o “incidente de Tramandaí”, em dezembro de 1964: militares da FAB atiraram num helicóptero do HU-1 para impedir sua decolagem, gerando um inquérito policial militar e o pedido de demissão do ministro da Aeronáutica Nelson Lavanére-Wanderley. Logo em seguida, o Minas Gerais adentrou a baía de Guanabara com os T-28 expostos no convés pela primeira vez. Quando a Marinha recusou-se a retirar os aviões, o ministro da Aeronáutica seguinte, Márcio de Sousa Melo, também demitiu-se. Para o governo, a necessidade de uma solução já era clara.
A solução foi o “corolário Castelo Branco”, permitindo à Marinha possuir uma Aviação Naval com helicópteros, mas reservando o monopólio das asas fixas à FAB. A decisão refletiu a direção do Exército dentro das Forças Armadas e a necessidade da ditadura militar evitar o conflito intermilitar. Os aviões ficaram com a FAB devido à superioridade tecnológica de seus P-16 Tracker à incipiente aviação de asas fixas da Marinha. Como resultado do acordo, a Aviação Naval entregou 27 aviões à FAB, a maioria dos quais tiveram pouco uso, e recebeu os seis helicópteros do 1.º GAE. O desfecho não foi plenamente satisfatório à FAB e muito menos à Marinha. A rivalidade bilateral continuou. O ministro da Marinha Ernesto de Melo Batista pediu exoneração e nenhum almirante da ativa aceitou assumir em seu lugar; o sucessor foi Paulo Bosísio, almirante da reserva. As duas Armas permaneceram distantes, e mais tarde a Marinha retomaria a ambição de operar aviões.

### Terceira fase

#### Reorganização até 1971

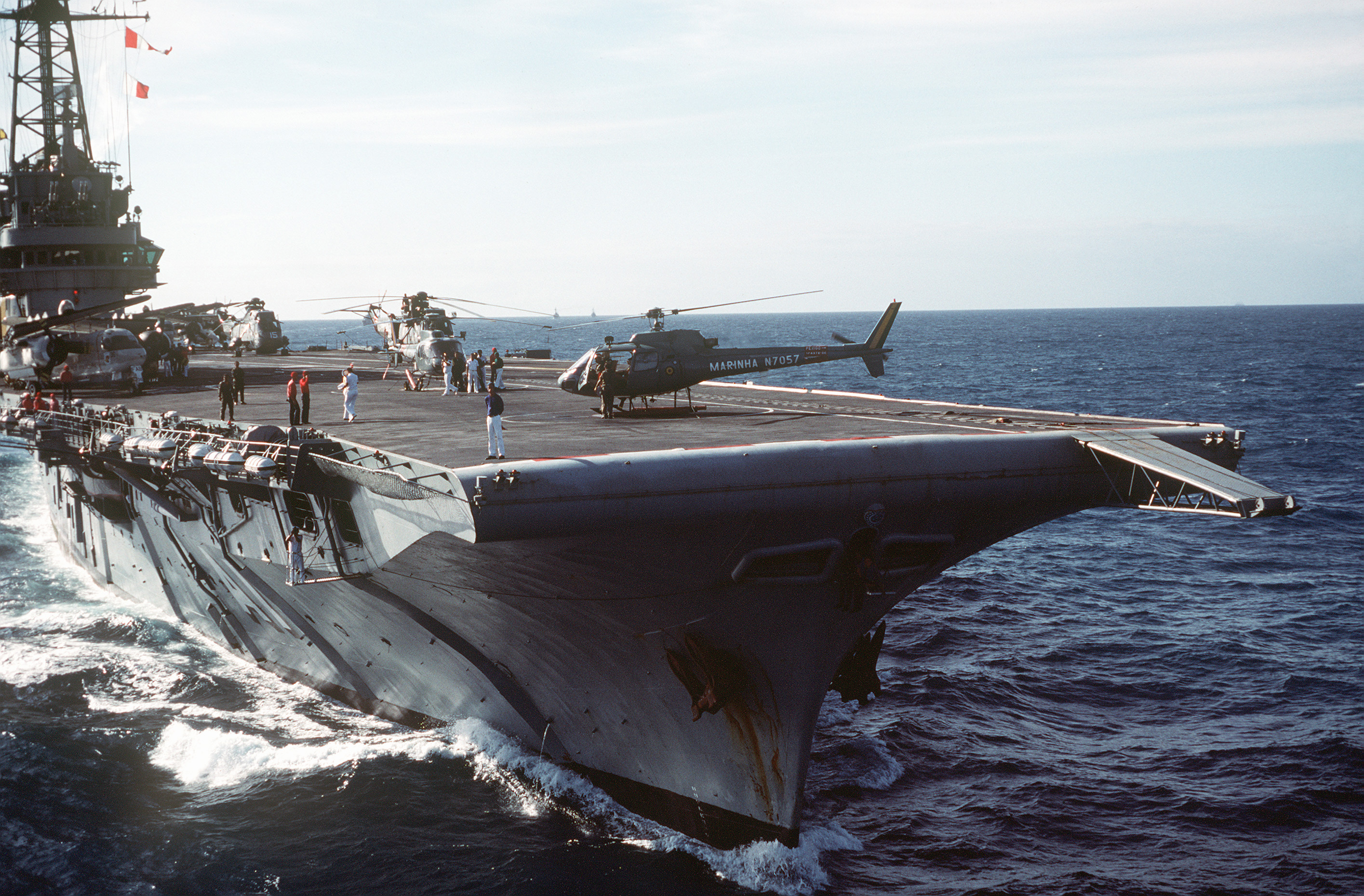
Em 1984, tanto aviões da FAB quanto helicópteros da Marinha serviam no Minas Gerais

O decreto n° 55.627, de 26 de janeiro de 1965, foi o marco da terceira fase da Aviação Naval Brasileira, concluindo a celeuma com a Aeronáutica. O comando do Minas Gerais e de seus helicópteros ficou sobre a Marinha, enquanto os aviões seriam comandados em sintonia com a Marinha, porém operados pela FAB. No decorrer de 1965, a Força Aérea Naval teve seu nome alterado para Força Aeronaval (FORAERNAV), subordinada ao Comandante-em-chefe da Esquadra. Em 1966, cinquentenário da Aviação Naval, foi criada oficialmente a Base Aérea Naval de São Pedro da Aldeia (BAeNSPA). A FORAERNAV era composta do Minas Gerais, o 1.º Grupo de Helicópteros Antissubmarino (GP HS-1), 1.º Esquadrão de Helicópteros Antissubmarino (EsqdHS-1) e 1.º Esquadrão de Helicópteros de Emprego Geral (EsqdHU-1), além de estabelecimentos terrestres. O HI-1 permanecia sob o CIAAN. O heliponto na Avenida Brasil deixou de sediar unidades.
O EsqdHS-1 usou os seis helicópteros antissubmarino SH-34J recebidos da FAB. Apelidados de “Baleias”, seus equipamentos eletrônicos mais complexos representaram um avanço tecnológico, mas o sonar ainda era considerado fraco. A Marinha adquiriu novos helicópteros, mas eram usados e de penúltima geração, como os Westland UH-2 Wasp, cinco UH-5 Whirlwind Series 2 a turbina e seis Fairchild-Hiller UH-4 (FH-1100), todos destinados ao HU-1 entre 1965 e 1970. Houve tentativas, sem resultado, de conseguir juntamente com a FAB um helicóptero da Embraer.
O desenvolvimento da Aviação Naval acompanhava a conjuntura internacional, a situação econômico-estratégica do governo e a posição secundária da Marinha dentro das Forças Armadas. O setor aeronáutico foi melhor integrado ao esquema administrativo do Ministério da Marinha no regulamento da DAerM de 1970. Essa diretoria ficou subordinada ao Diretor Geral de Material da Marinha e gradualmente tornou-se responsável apenas pelo material, segurança de voo e assuntos políticos. O CIAAN foi vinculado à Diretoria de Ensino da Marinha e, no ano seguinte, desvinculado da DAerM. Ele e o HI-1 deixaram de ter relação hierárquica e foram ambos subordinados à FORAERNAV; assim, o CIAAN ficou apenas com a parte acadêmica da instrução do pessoal. O Minas Gerais deixou de fazer parte da FORAERNAV, passando a subordinar-se ao Comandante-em-Chefe da Esquadra.

#### Expansão da frota

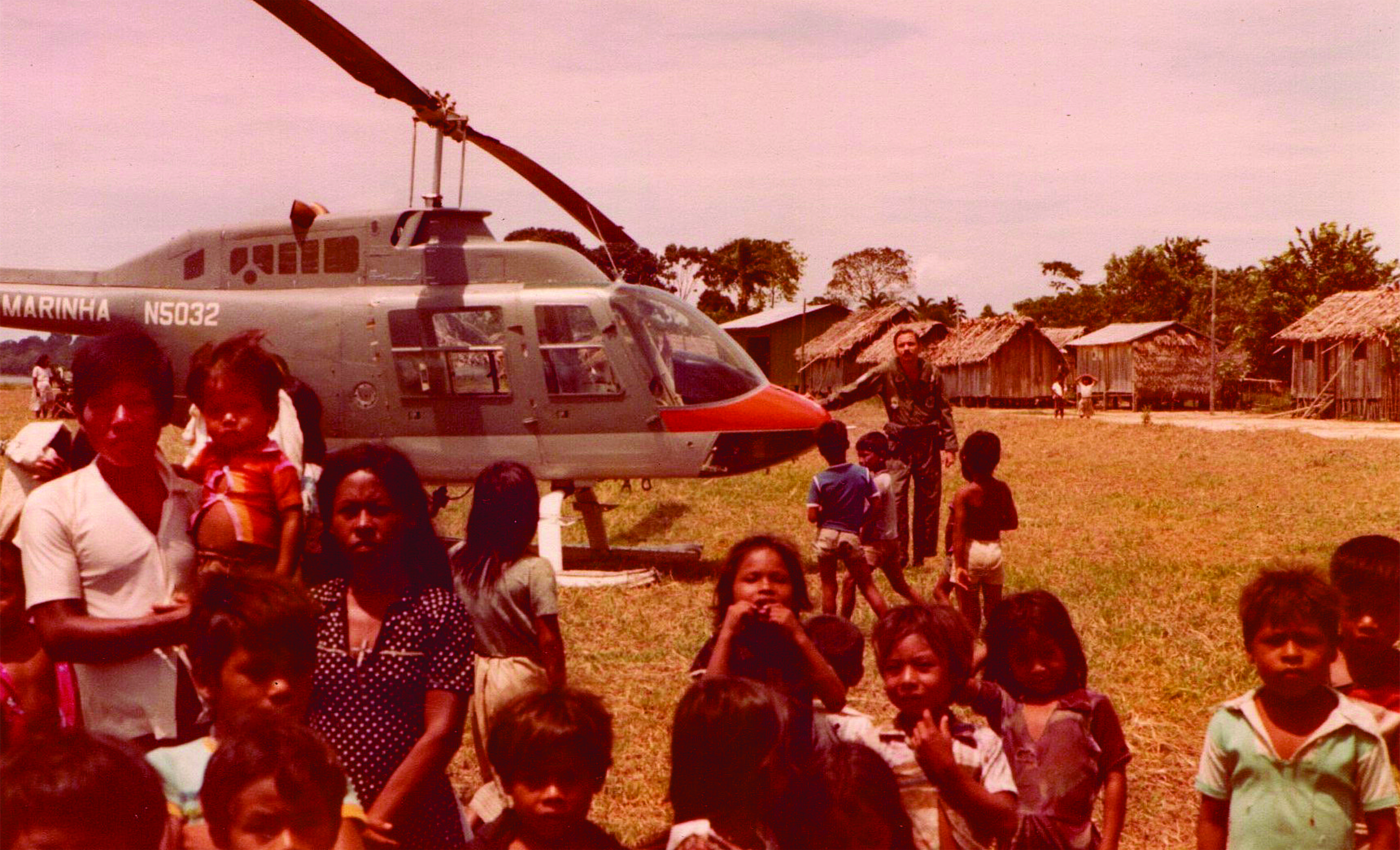
Assistência hospitalar prestada pelo Destacamento Aéreo da Flotilha do Amazonas em 1982

Os helicópteros antissubmarino tinham uma qualidade relativa, mantida pela compra de seis Sikorsky SH-3 Sea King para o HS-1 em 1970, mas seus números eram limitados. Mais dez SH-3 seriam comprados no futuro, enquanto os antigos SH-34J foram aposentados em 1975. Os “Pulgas” do HI-1 foram aposentados em 1974 e substituídos pelo Bell IH-6 Jet Ranger. Outra aquisição antissubmarino foram nove helicópteros Westland Lynx para acompanhar as novas fragatas da classe Niterói, permitindo a criação do 1.º Esquadrão de Helicópteros de Ataque (HA-1) em 1978. Para emprego geral, os pequenos helicópteros Esquilo começaram a ser recebidos em 1979. Sucessivas aquisições tornaram-no uma das aeronaves mais numerosas da Marinha, que usa dois modelos, o UH-12 (monoturbina) e UH-13 (biturbina). Os Esquilos são fabricados no Brasil sob licença francesa, graças à expansão da indústria nacional de helicópteros e da demanda civil e militar verificada naquela época.

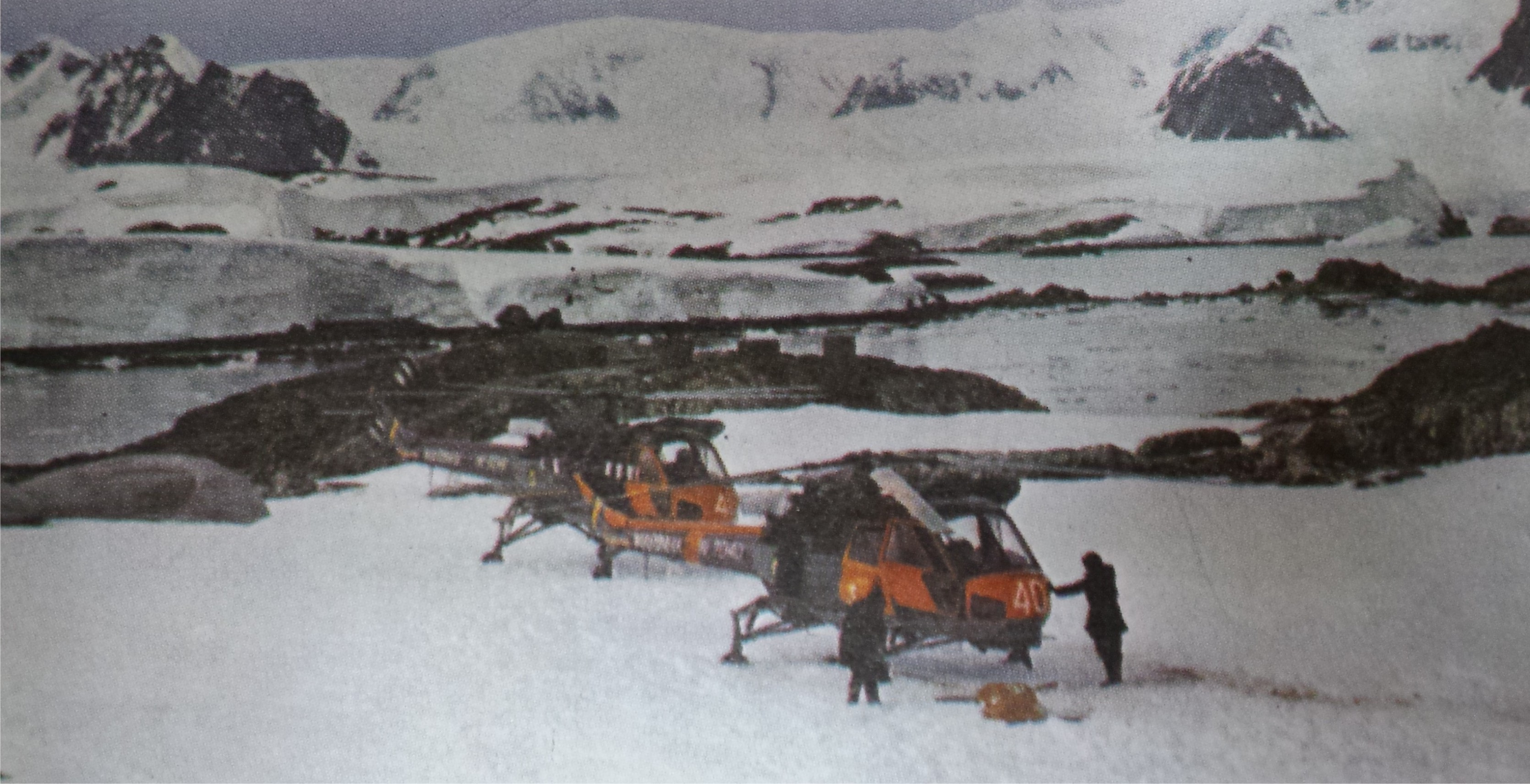
Primeiro pouso dos UH-2 Wasp na Antártica

A expansão progressiva da Aviação Naval para fora do Rio de Janeiro, onde estava a BAeNSPA, única base autorizada, começou com o Destacamento Aéreo Embarcado da Flotilha do Amazonas, em 1979. Nesse período a Aviação Naval participou dos exercícios militares internacionais UNITAS, e o HU-1 participou do Programa Antártico Brasileiro a partir de 1982. Os UH-14 Super Puma, adquiridos devido à limitada capacidade de carga dos UH-12 Esquilo, foram usados para organizar o 2.º Esquadrão de Helicópteros de Emprego Geral (HU-2) em 1986. Nos anos 80 a Marinha passou a ter mais navios com capacidade de operar helicópteros, integrando-os mais à frota. Ainda assim, a Guerra das Malvinas, em 1982, deixou as Forças Armadas, incluindo a Marinha, numa sensação de impotência para uma guerra no Atlântico Sul. Nos anos imediatamente após a guerra, o número de artigos sobre a Aviação Naval diminuiu na Revista Marítima Brasileira.

### Quarta fase

#### Recuperação das asas fixas

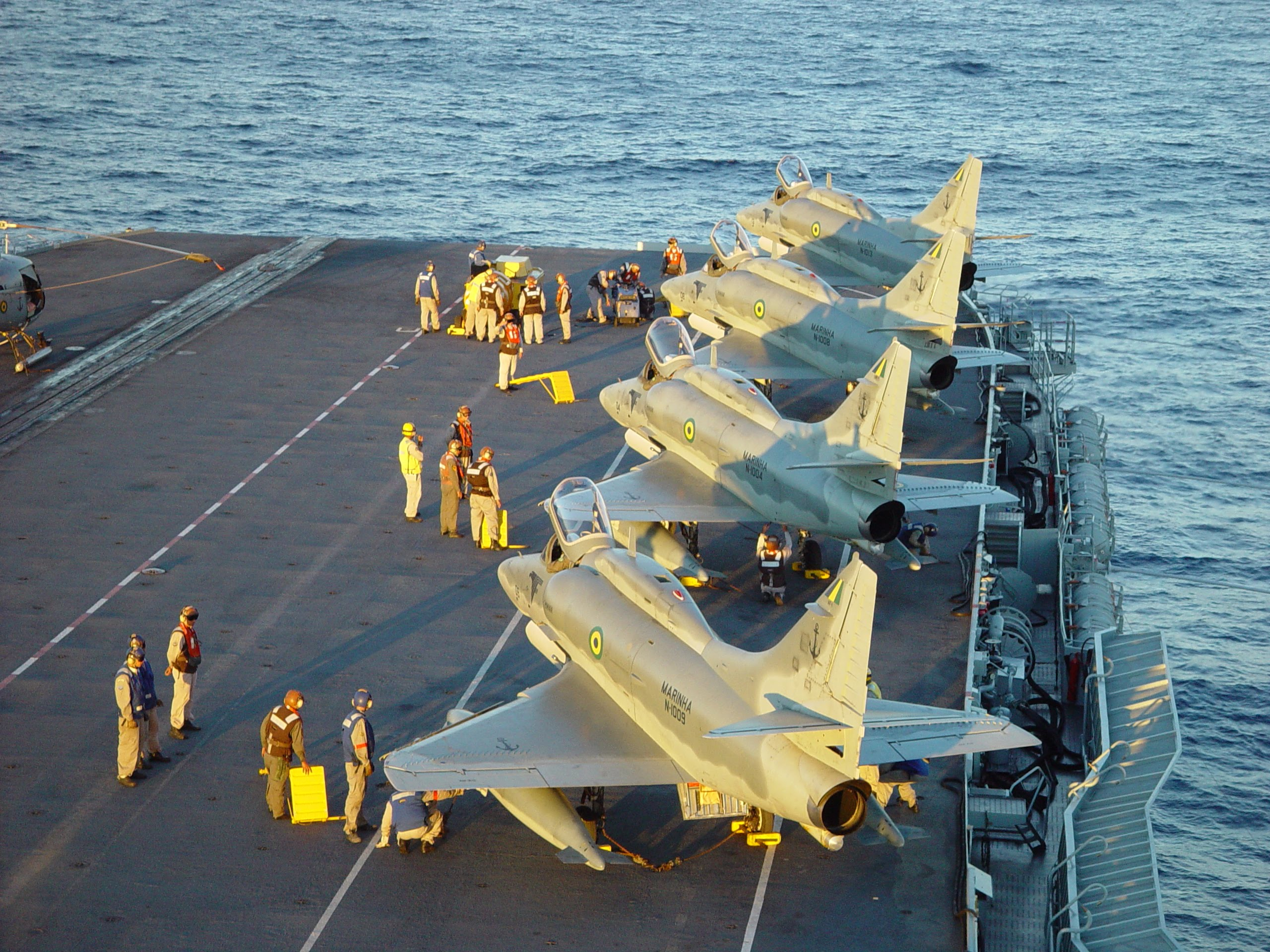
Quatro caças Skyhawk no deque de voo do NAe São Paulo em 2003

A Guerra das Malvinas mostrou a importância da aviação embarcada para a defesa aérea da esquadra. Consequentemente, em 1983 o ministro da Marinha Maximiano Eduardo da Silva Fonseca apresentou uma exposição de motivos para a compra de doze aeronaves ao presidente João Figueiredo, e uma versão naval do AMX A-1, desenvolvido pela Alenia, Aermacchi e Embraer, chegou a ser anunciada, mas foi cancelada em 1985. A década seguinte trouxe novos argumentos para o retorno das aeronaves de asa fixa à Marinha: o desempenho da força naval em exercícios, a participação dos fuzileiros navais em operações no exterior, o fim da Guerra Fria e do medo dos submarinos da Marinha da União Soviética colocaram em questão o foco antissubmarino até então adotado para o porta-aviões. A aposentadoria dos P-16 Tracker da Aeronáutica abria uma oportunidade. A FAB ainda defendia seu monopólio sobre as asas fixas, mas passava por uma grave crise e estava ocupada com outros projetos.
Pilotos da Marinha do Brasil seguiram à Argentina e Uruguai para treinar em aviões em 1994, e as aeronaves A-4 Skyhawk do Kuwait foram escolhidas para prosseguir com a compra. Tratava-se de uma “compra de oportunidade”: os Skyhawks kuwaitianos tinham poucas horas de uso e boas condições. O modelo é robusto e tem um longo histórico em porta-aviões, mas não é ideal para sua função pretendida de defesa aérea, pois é subsônico e projetados para apoio aéreo; interceptadores e aeronaves de AEW poderiam ter encaixado melhor na missão.
O ministro da Marinha Mauro César Rodrigues Pereira conseguiu superar resistências da FAB, Exército e da área econômica do governo Fernando Henrique Cardoso, além das desconfianças da Argentina. Com o decreto presidencial n.º 2.538, de 8 de abril de 1998, a Marinha recuperou o direito de operar suas próprias aeronaves de asa fixa a partir de suas embarcações. Dessa forma, o presidente procurou aplacar um pouco os anseios da Marinha, cuja influência política dentro das Forças Armadas era menor. A compra prosseguiu, apesar do pesado investimento necessário e dos riscos que sofriam outros projetos estratégicos da Marinha. Em 1999 foram enfim adquiridos vinte A-4KU Skyhawks, para um tripulante, e três aeronaves de treinamento TA-4KU, para dois tripulantes, por 70 milhões de dólares. Eles formaram o 1.º Esquadrão de Aviões de Interceptação e Ataque (VF-1). Grandes investimentos na infraestrutura de apoio também foram necessários.
O esquadrão VF-1 chegou a operar a partir do Minas Gerais, mas seu convés era muito limitado para os Skyhawk e eles teriam dificuldades no pouso, obrigando o porta-aviões a operar perto do litoral. Pouco após sua última modernização, o Minas Gerais foi substituído pelo porta-aviões francês Foch, adquirido em 2000 e designado NAe São Paulo. Ainda era um navio usado, porém mais recente e de capacidade melhor para o lançamento e pouso de caças do que o Minas Gerais. O novo porta-aviões e o VF-1 foram celebrados como a evolução para uma marinha de águas azuis.

#### Manutenção em outras áreas

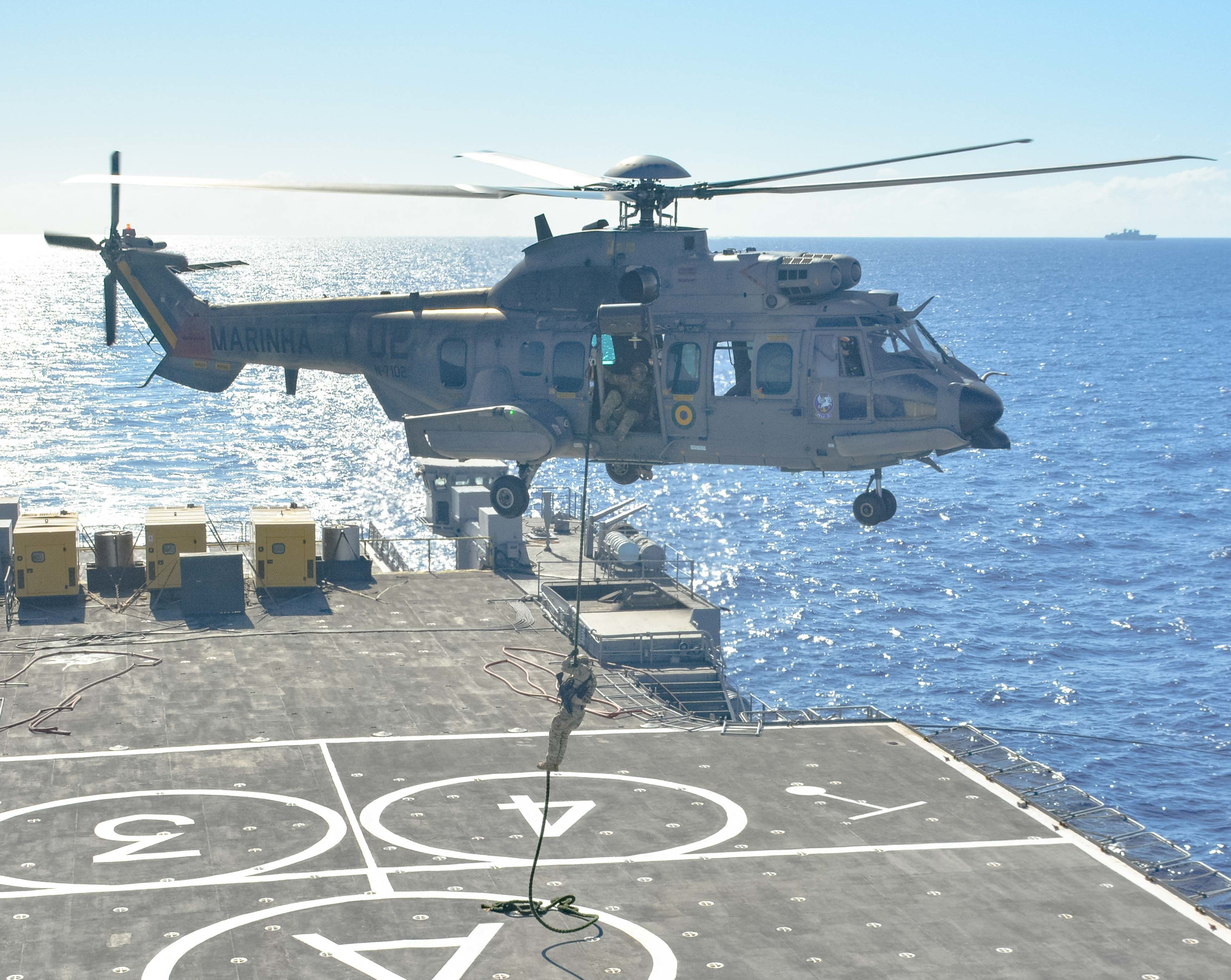
EC-725 Super Cougar treina com o Grupamento de Mergulhadores de Combate no NDM Bahia em 2022

Na nova fase da Aviação Naval, o antigo setor de asas rotativas permaneceu o mais historicamente consolidado, com sua ampla estrutura administrativa e operacional e menor dependência da tecnologia importada. As aquisições e modernizações de helicópteros continuaram, e ao final dessa fase, em 2022, a Aviação Naval permanecia composta em sua maior parte de helicópteros.
O HA-1 teve seus Lynx atualizados para a versão Super Lynx a partir de 1996, e consequentemente mudou seu nome para 1.º Esquadrão de Helicópteros de Esclarecimento e Ataque. Em 2012 o HS-1 aposentou seus SH-3A/B Sea King, que já serviam por mais de quarenta anos, e incorporou os primeiros quatro helicópteros de seus sucessores, o MH-16 Seahawk, com equipamentos aviônicos e sensores de última geração. O HU-2 começou a receber o EC-725 Super Cougar em 2011. Eles são um passo rumo à interoperabilidade com a FAB e a Aviação do Exército Brasileiro, que usam a mesma aeronave, e representam a melhor capacidade de guerra antissuperfície da Aviação Naval.
Os UH-12 e UH-13 Esquilo, de constantes embarques e longas histórias de serviço, já sofriam com elevada razão de avarias nos anos 2010. A frota estimada era de 19 UH-12 e 8 UH-12 em 2020. Para renová-la, três Eurocopter H-135 (UH-17) foram encomendados em 2019, e 15 novos Esquilos em 2022.
O Museu da Aviação Naval foi criado em 2000 para concentrar elementos representativos de todas as cinco fases do desenvolvimento da Aviação Naval no Brasil, incluindo um acervo de aeronaves, além de memoriais aos militares mortos enquanto cumpriam missões pelo país. A proposta deste museu é "resgatar e preservar a memória da aviação na Marinha, assim como alcançar a sociedade civil, de forma a difundir a história da Aviação Naval para as gerações futuras".

#### Problemas com os Skyhawk
Uma lacuna na defesa aérea do São Paulo era a ausência de aeronaves de alerta aéreo antecipado para complementar os jatos AF-1, reduzindo em até quatro vezes seu tempo de reação como interceptadores. Isso tornava a esquadra vulnerável a mísseis antinavio lançados por aviões e helicópteros inimigos voando baixo, como os Exocet que atingiram navios britânicos na Guerra das Malvinas. Para completar a aviação embarcada, a ideia era criar o 1.º Esquadrão de Aviões de Transporte e Alarme Aéreo Antecipado (VEC-1, ou ainda, VR-1). A aquisição de quatro células de Grumman S-2 Tracker na Austrália, o mesmo modelo antigo da FAB no Minas Gerais, foi prevista, mas não chegou a um contrato; elas teriam sido modernizadas para servir em alarme aéreo antecipado. Outro S-2 do Uruguai seria usado como fonte de peças. Quatro C-1 Trader, outra versão do Tracker, seriam modernizadas para o padrão KC-2 Turbo Trader, reabastecendo em voo os AF-1 e transportando material e equipamento entre a base em terra e o porta-aviões. A previsão de primeira entrega era em 2021, mas o cronograma não foi cumprido e nesse ano os Turbo Trader ainda estavam em modernização nos hangares da Marsh Aviation [en], nos Estados Unidos. O programa foi cancelado em 2023.
Antigos e de difícil reposição de peças, os jatos Skyhawk sofreram com alta indisponibilidade e foram paulatinamente perdidos. Dos 23 originalmente adquiridos, apenas três a quatro eram operados cotidianamente em 2017. Eles decolaram apenas cerca de seiscentas vezes do São Paulo, que passou longos períodos em reforma e reparos. A Marinha decidiu desativar o porta-aviões, à época o mais antigo em serviço no mundo, em 2017, deixando apenas duas marinhas no mundo (americana e francesa) com porta-aviões de lançamento CATOBAR. Os Skyhawks, que passavam por um significativo programa de modernização desde 2009, ficaram presos a bases em terra, e seu futuro entrou num limbo. A única forma de treinar os pilotos em porta-aviões é colaborando com as marinhas americana ou francesa. Se essa proficiência não for mantida, as aeronaves de asa fixa perderão seu caráter naval, pondo em xeque sua própria existência. A Marinha mantém os jatos após a perda do São Paulo à espera de dias melhores. Em 2020, havia a expectativa de servirem até 2030. O destino desse setor da Aviação Naval foi um dos argumentos usados pelos brigadeiros da FAB contra a aquisição de aeronaves de asa fixa pelo Exército em 2020.

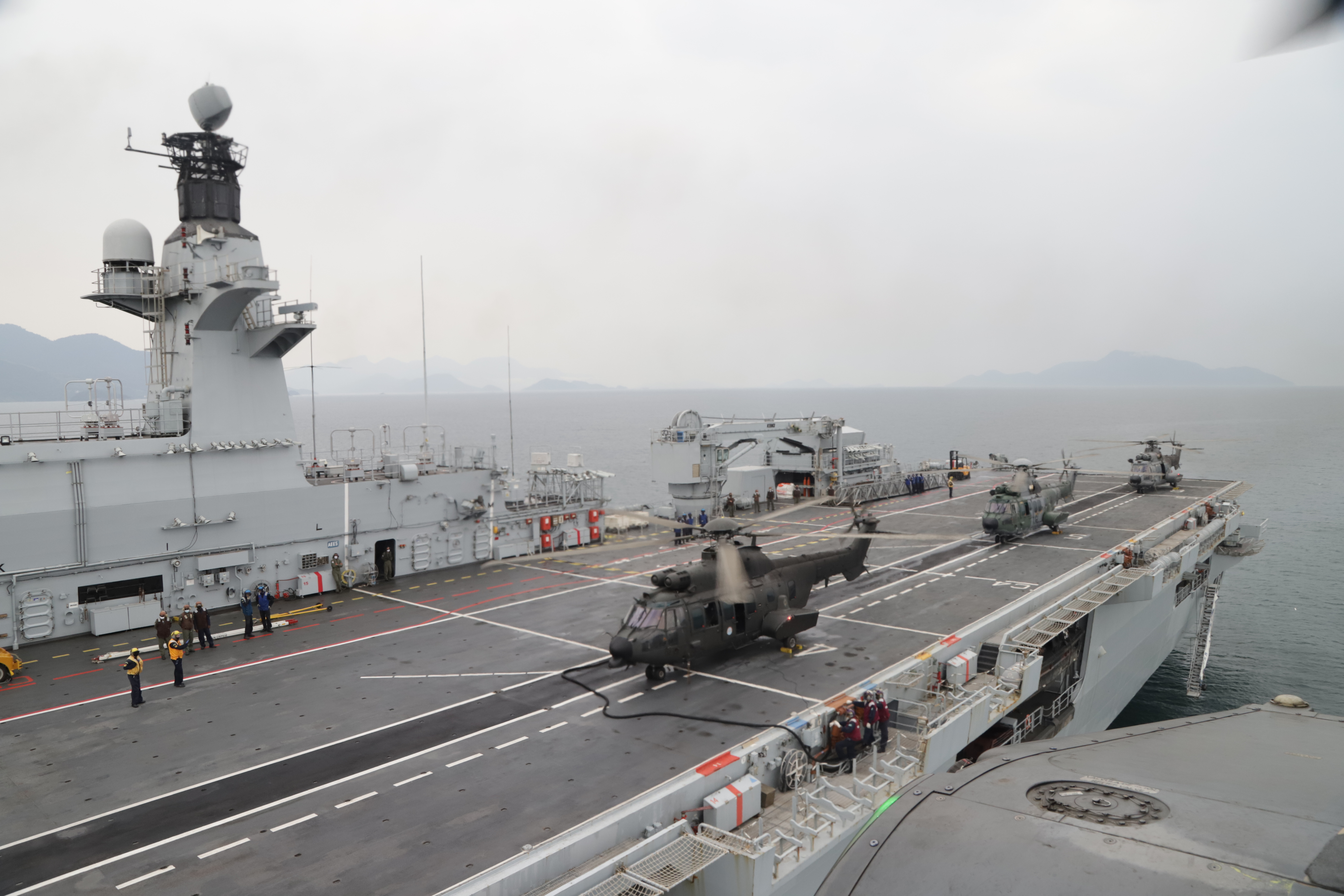
Helicópteros Super Cougar no convés do NAM Atlântico em 2020

Havia planos para uma frota de dois porta-aviões, substituindo o São Paulo até 2028, e quatro porta-helicópteros do tipo LHD. O Plano de Articulação e Equipamento da Marinha do Brasil (PAEMB) de 2013 previa uma frota futura de 72 aviões (48 de interceptação e ataque e 24 para AEW, COD, REVO e vigilância marítima) e 206 helicópteros. Entretanto, a realidade orçamentária estava muito aquém dessas ambições. Os planos de adquirir um novo porta-aviões e uma versão naval do Saab Gripen eram improváveis de se concretizar à época da desativação do São Paulo, dada a crise econômica nacional. Para a Marinha, a aviação de asas fixas é de menor prioridade que o submarino nuclear e as corvetas.
O São Paulo foi compensado em parte pelo porta-helicópteros Atlântico, comprado da Marinha Real Britânica em 2018. Os helicópteros EC725 Caracal, S-70B Seahawk e AS350 Esquilo continuam a operar de seu convés, com capacidade para seis aeronaves, e hangar, com capacidade para dezoito. Em 2020 o Atlântico foi rebatizado de um “Porta-Helicópteros Multipropósito” (PHM) para um “Navio-Aeródromo Multipropósito”, e a Marinha em tese voltou a ter um porta-aviões. O Atlântico pode operar aeronaves turboélice tiltrotor [en] de pouso vertical, que a Marinha não tem, e Aeronaves Remotamente Pilotadas.

### Quinta fase

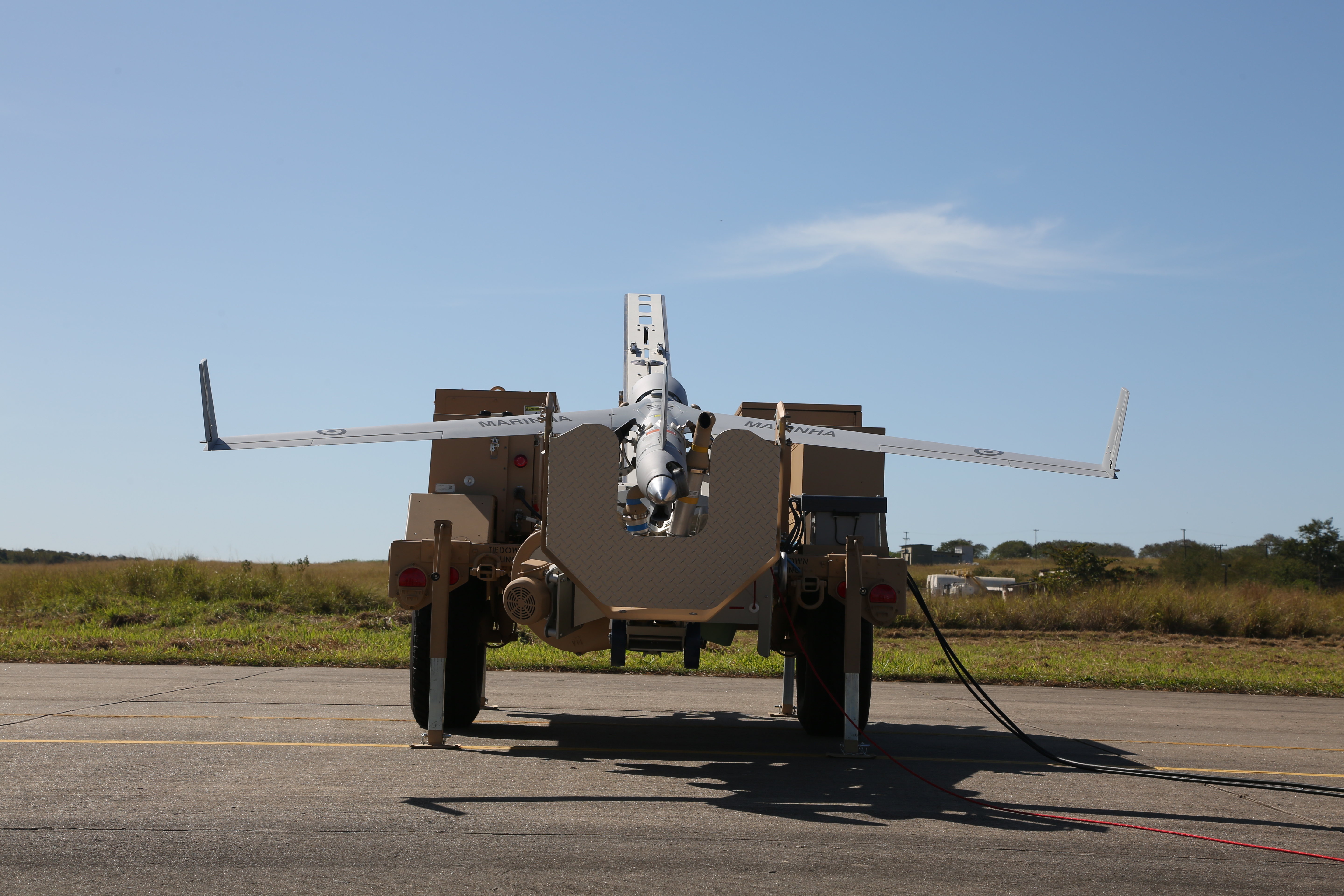
Demonstração da ARP ScanEagle em 2022

O ano de 2022 marcou o início da chamada quinta fase da aviação naval brasileira. Nesse ano, ocorreu a inauguração do 1° Esquadrão de Aeronaves Remotamente Pilotadas (EsqdQE-1), o que possibilita novos desenvolvimentos no ramo da inteligência, vigilância e monitoramento de determinados alvos. As ARPs economizam no peso que seria ocupado pela tripulação, permitindo um maior raio de ação e carga útil. Este esquadrão conta com seis modelos de aeronave ScanEagle, além de lançadores e recolhedores para operação terrestre e embarcada que poderão operar tanto à tarde como à noite, em atividades de controle naval do tráfego, inspeção naval, prevenção de crimes, pirataria, terrorismo, monitoramento de desastres e operação de socorro e proteção da vida humana no mar. Também começaram a ser empregados os óculos de visão noturna. Por fim, em abril do mesmo ano foi finalizada a modernização de cinco caças AF-1B e dois AF-1C, havendo uma formatura com a participação de quatro caças AF-1 em julho, sendo sucedido pela participação dessas aeronaves na Operação Formosa 2022.

## Estrutura

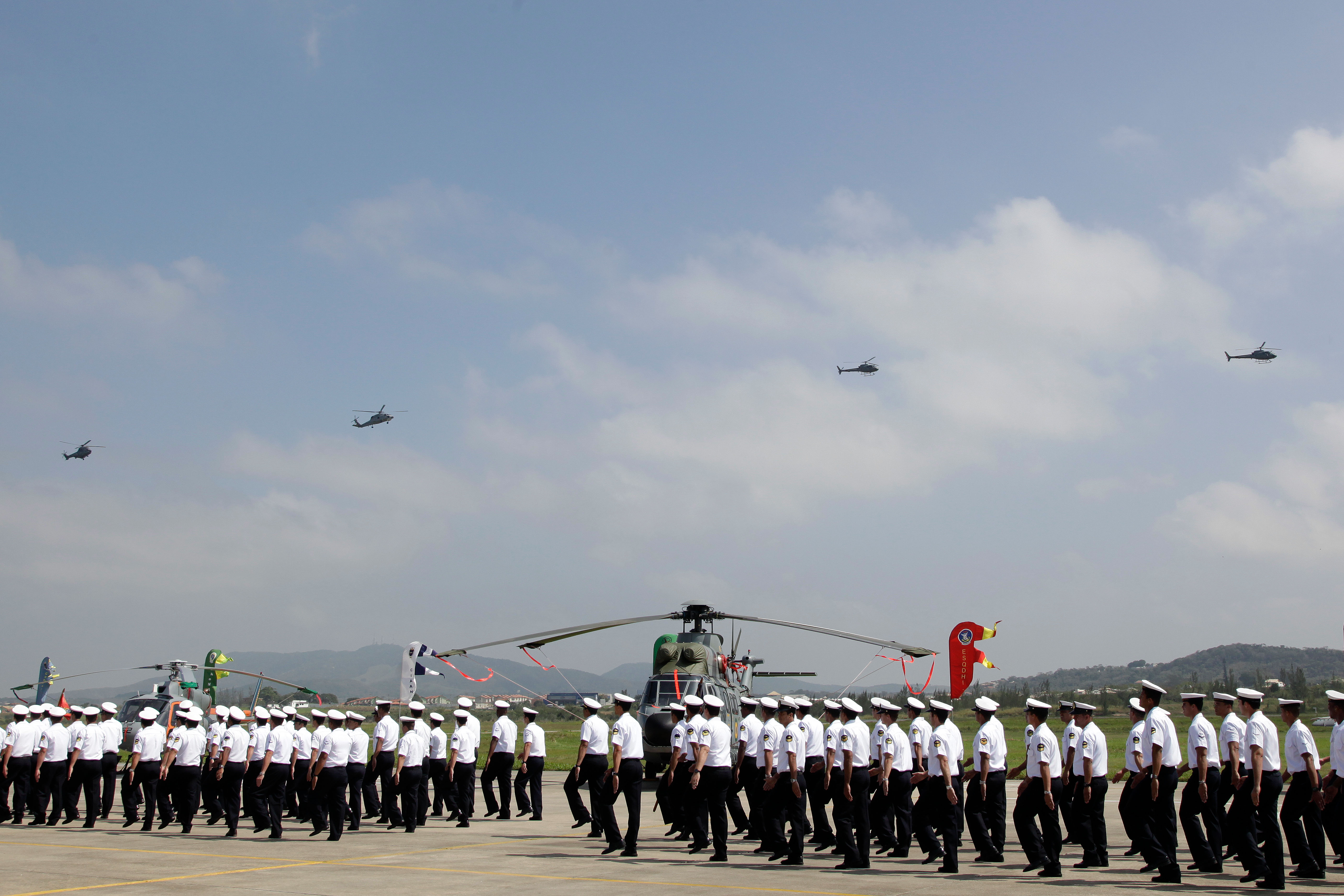
Cerimônia de aniversário da Aviação Naval na BAeNSPA

As forças de combate da Marinha do Brasil sob a subordinação do Comando de Operações Navais são divididas em um componente oceânico (denominado Esquadra) e um componente territorial (os nove Distritos Navais). Esta divisão também está presente na Aviação Naval Brasileira, que abrange o Comando da Força Aeronaval (ComForAerNav), os esquadrões distritais e a Diretoria de Aeronáutica da Marinha, responsável pelas atividades normativas, técnicas e gerenciais, sem meios aéreos próprios. O componente principal é o ComForAerNav, que faz parte da Esquadra, juntamente com o Comando da Força de Submarinos, o Comando da Força de Superfície (ComForSup), o 1º e 2º Comandos da Divisão de Esquadra e diversas organizações de apoio. No mar, não há relação direta aeronave-navio: para cada operação marítima, o Comando-Em-Chefe da Esquadra (ComemCh) solicita as aeronaves ao ComForAerNav e os navios ao ComForSup.
Afora as forças combatentes, o ComForAerNav tem subordinados o Centro de Intendência da Marinha em São Pedro da Aldeia, a Base Aérea Naval de São Pedro da Aldeia, a Policlínica Naval de São Pedro da Aldeia, o Grupo Aéreo Naval de Manutenção e o Centro de Instrução e Adestramento Aeronaval (CIAAN). As siglas dos esquadrões são semelhantes à prática da aviação naval americana, com uma primeira letra, como V (avião) ou H (helicóptero), para o tipo de veículo, uma segunda para sua missão, como U de utility, e um número de identificação.

### Esquadrões do ComForAerNav

#### EsqdVF-1

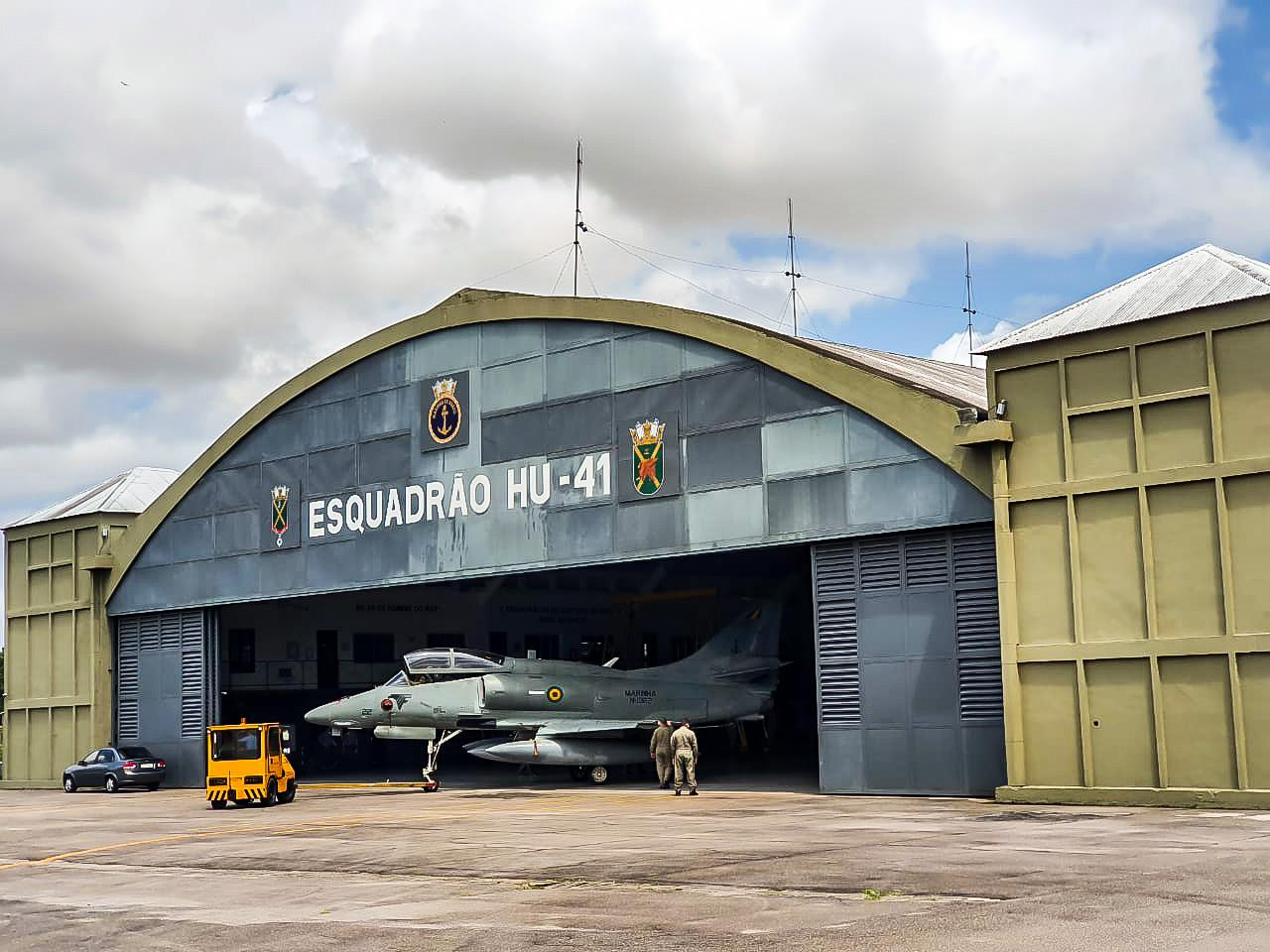
Hangar em terra aproveitado por um Skyhawk em 2020

O 1.º Esquadrão de Aviões de Interceptação e Ataque, criado pela Portaria Ministerial n.º 256, de 2 de outubro de 1998, e ativado na mesma data, é responsável pelos caças A-4 Skyhawk. Em 2022 havia apenas seis pilotos em serviço, com cinco caças AF-1B (monolugar) e dois AF-1C (bilugar), de um lote original de vinte AF-1 (monolugar) e três AF-1A (bilugar).

#### EsqdHA-1

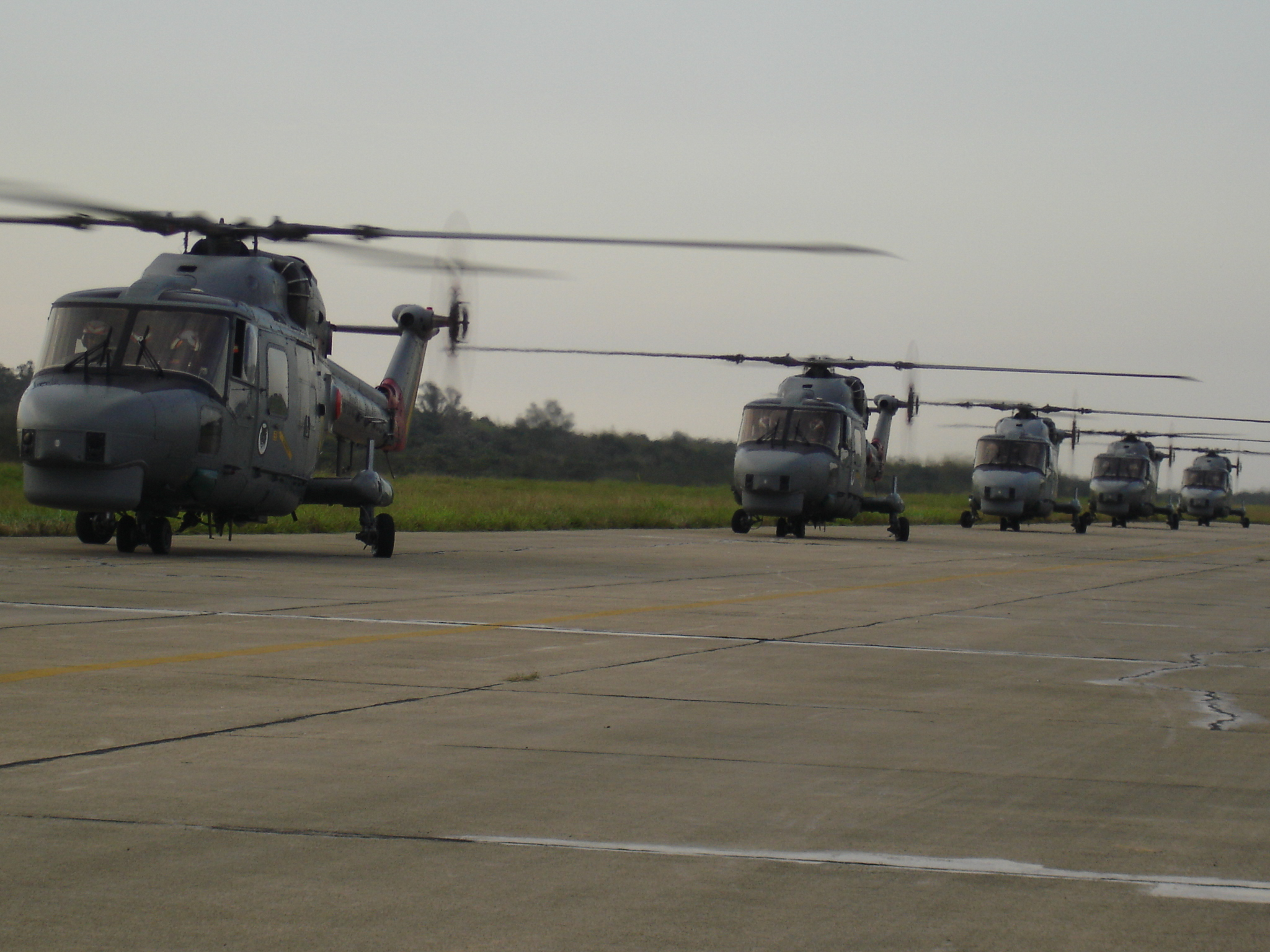
AH-11A Super Lynx em 2007

Oficialmente ativado em 17 de janeiro de 1979 como o 1.º Esquadrão de Helicópteros de Ataque, tem a missão de prover os meios aéreos que integram o sistema de armas dos navios de superfície da Esquadra, a fim de ampliar as possibilidades dos sensores de bordo e a capacidade de reação dos navios. Tinha a princípio nove aeronaves Westland Sea Lynx Mk-21 (SAH-11). A ideia original era que após detectar um submarino oponente, o helicóptero poderia engajá-lo diretamente com torpedos e bombas de profundidade ou indicar o alvo aos mísseis IKARA das fragatas da classe Niterói, cujo alcance máximo (vinte quilômetros) era superior ao alcance do sonar do navio, exigindo a coordenação com outra plataforma. Ao final dos anos 80 os Lynx foram equipados com mísseis ar-superfície MBDA Sea Skua para também atacar alvos de superfície. O Sea Skua é próprio para atacar embarcações pequenas, como lanchas de patrulha, e não maiores, como uma fragata.
Dos nove Lynx originais, restaram cinco, que foram modernizados a partir de 1996 para o padrão Mk21A (Super Lynx), juntando-se a nove outros novos de fábrica. Eles receberam a nova designação de AH-11A, e a unidade, o nome de 1.º Esquadrão de Helicópteros de Esclarecimento e Ataque, refletindo suas novas capacidades. A partir de 2019 os Super Lynx foram modernizados para o padrão Mk21B (AH-11B), apelidado “WildLynx” por sua semelhança ao Wildcat, versão mais recente do Super Lynx. Eles possuem sistemas e equipamentos para a operação sob quaisquer condições meteorológicas, com navegação autônoma, e sobre o mar no período noturno. Os armamentos possíveis de operação são até quatro mísseis Sea Skua, dois torpedos Mk 46 e duas bombas de profundidade. O último voo do AH-11A foi em novembro de 2019. Em setembro de 2022, quatro AH-11B já haviam sido entregues, com outros quatro em modernização.

#### EsqdHI-1

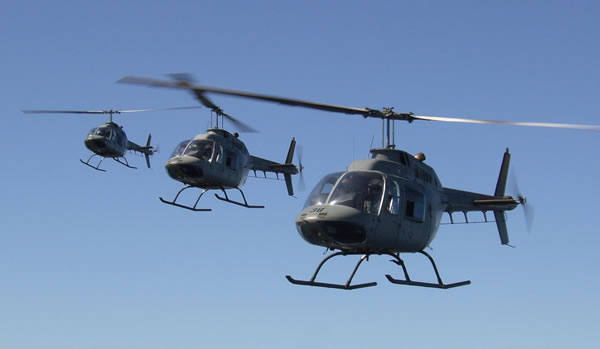
IH-6B de instrução

O 1.º Esquadrão de Helicópteros de Instrução, ativado em 27 de junho de 1962, fornece aeronaves para a instrução prática dos futuros pilotos, levando adiante o ensino teórico do CIAAN. Além dos aviadores navais, o CIAAN e HI-1 também formam pilotos policiais militares e bombeiros brasileiros, oficiais das marinhas de outros países e, historicamente, os primeiros pilotos da nova Aviação do Exército Brasileiro (pós-1986). Além da instrução, o esquadrão pode também ser usado para emprego geral. Ele opera helicópteros de pequeno porte Bell Jet Ranger III (IH-6B); dezesseis unidades foram adquiridas desde 1986. Nos anos 2010 eles já sofriam elevada indisponibilidade devido aos longos anos de uso intenso; pelo menos cinco Esquilos da Helibras, negociados em 2022, serão seus sucessores. Como a FAB receberá os mesmos helicópteros por esse programa, denominado TH-X, a padronização das aeronaves de ensino poderia futuramente permitir um centro de instrução de voo conjunto.

#### EsqdHS-1

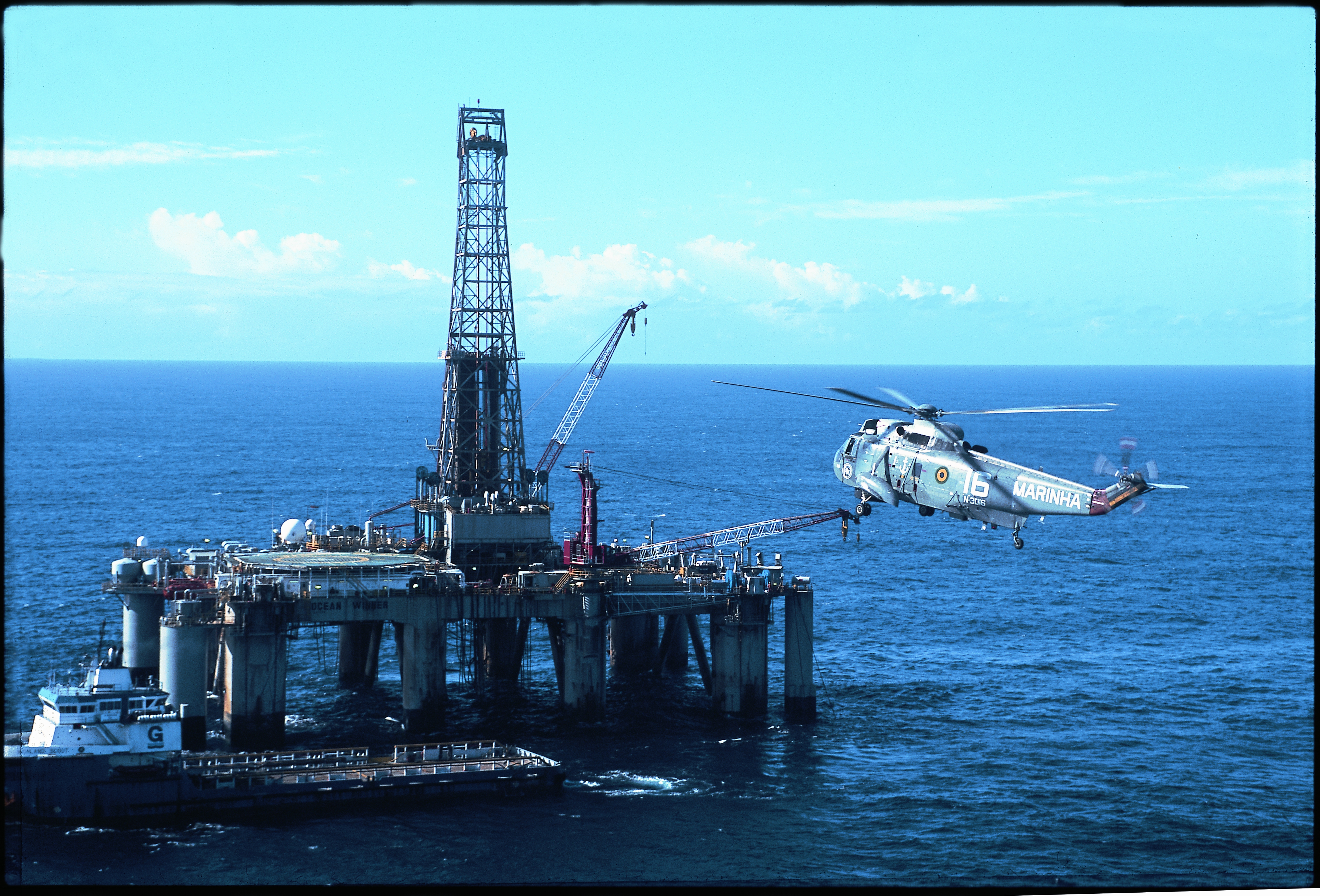
Sea King numa plataforma petrolífera em 2006

O 1.º Esquadrão de Helicópteros Antissubmarino, criado em 28 de maio de 1965, tem como principais instrumentos seus sensores aerotransportados para a busca de submarinos, podendo atacar alvos submarinos ou de superfície. Suas atribuições secundárias são o transporte, evacuação aeromédica, busca e salvamento e espotagem de tiro. O esquadrão operou o SH-34J Sea Bat (1965–1975), SH-3 Sea King (1970–2012) e SH-16 Seahawk (2012–presente). Os Sea King foram adquiridos para substituir os SH-34J e complementar os Westland Whirlwind como helicópteros pesados. Dotados de radar, sonar, torpedos e cargas de profundidade, foram os primeiros da Marinha capazes de detectar e atacar submarinos submersos, e o esquadrão, o primeiro a ser homologado oficialmente para regras de voo por instrumentos. Em 1984–1988 a frota passou ao padrão SH-3A da empresa italiana Agusta, dotado de mísseis Exocet para alvos de superfície. Seu sucessor, os Seahawk, formava uma frota de seis unidades em 2020. Ele tem torpedos Mk 46 para submarinos e mísseis Penguin para alvos em superfície; o Penguin pode afundar alvos maiores que o Sea Skua, como uma corveta ou mesmo uma fragata, mas uma a desvantagem é que o SH-16 só opera a partir de grandes embarcações, que por si só já são alvos valiosos.

#### EsqdHU-1

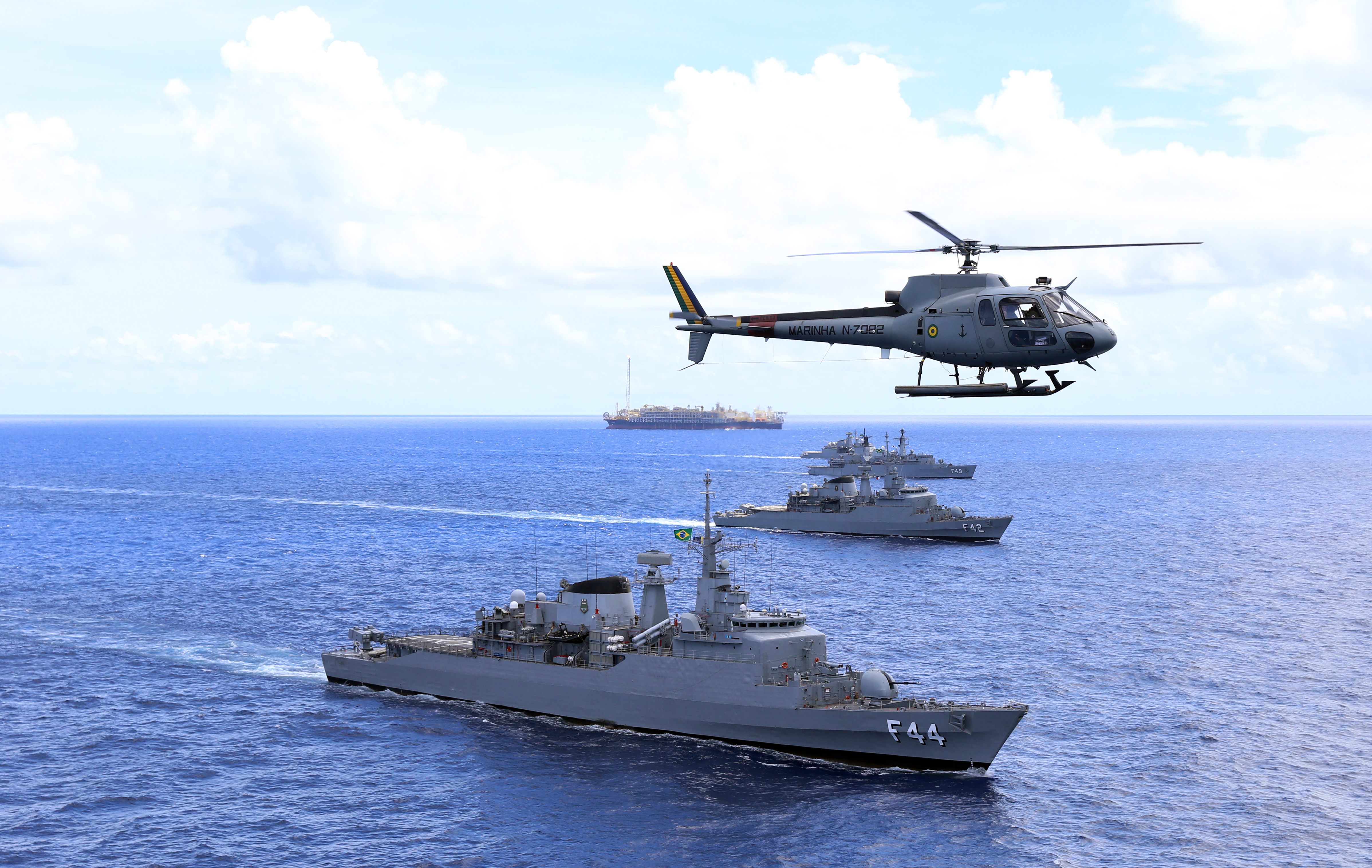
Esquilo sobrevoa uma força naval em 2017

O 1.º Esquadrão de Helicópteros de Emprego Geral, primeira unidade aérea operativa da Marinha, foi ativado em 17 de abril de 1962 e desde então participou de quase todas as operações aeronavais. Suas atribuições incluem o ataque aéreo, esclarecimento (visual ou por radar), patrulha naval, apoio logístico, aerofotogrametria, busca e salvamento, evacuação aeromédica, guarda de aeronaves diurna em porta-aviões, apoio às operações anfíbias ou especiais dos fuzileiros navais e participação no programa antártico. O reconhecimento visual, típico do Esquilo e Jet Ranger, é conduzido voando até coordenadas indicadas pelo navio para confirmar alvos ou atividades ilícitas; para isso, eles contam com faróis de iluminação. O UH-13 tem também um radar meteorológico. Ele já usou doze modelos de helicóptero em sua história, atualmente operando o UH-12 Esquilo e o UH-17 (H135), que substitui seus antigos UH-13. Ambos são de pequeno porte. Em 2020, estavam operacionais seis UH-12 e três UH-13, que sofreram maior desgaste por ser usados prioritariamente na Antárctica.

#### EsqdHU-2

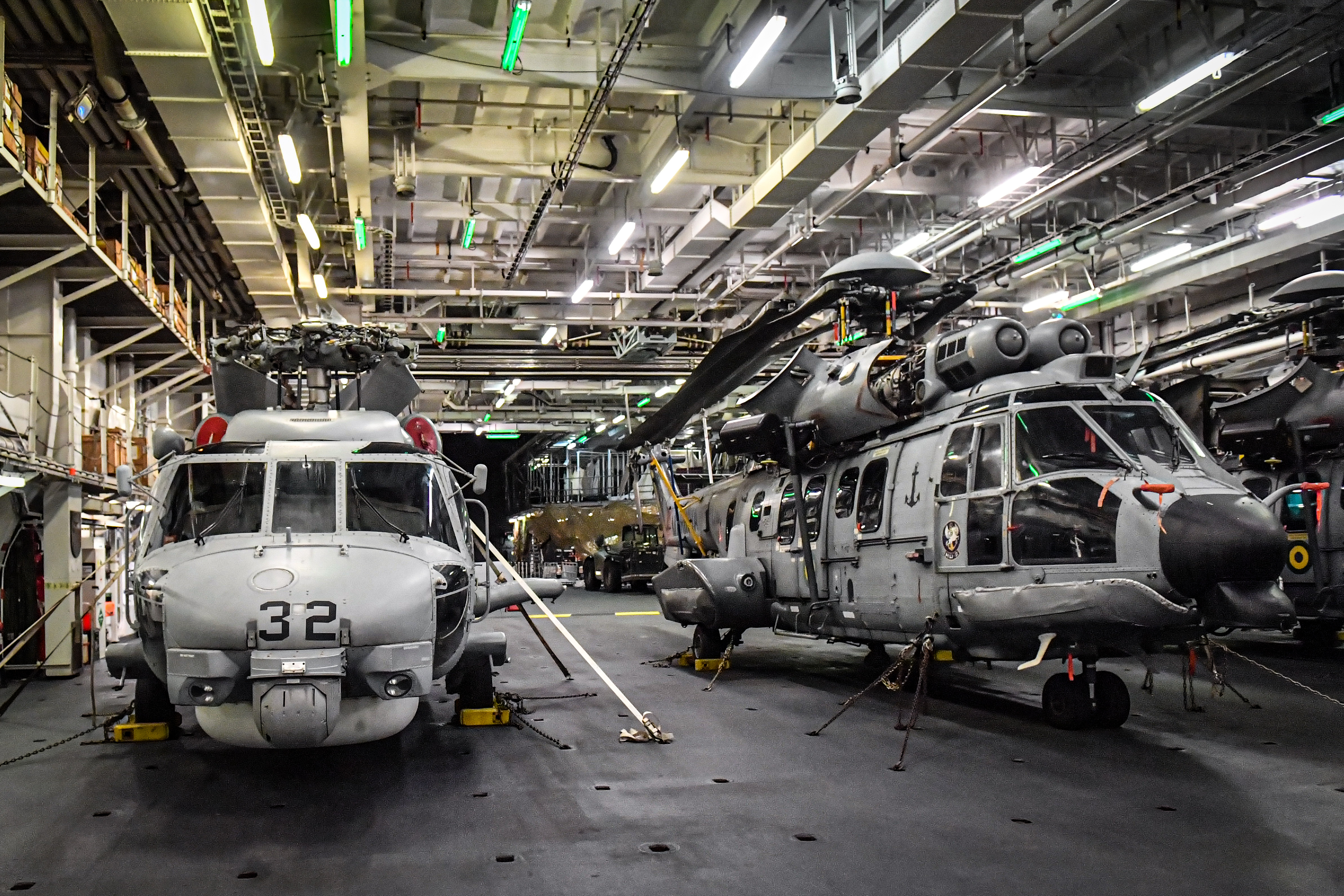
Super Cougars do HU-2 no hangar do NAM Atlântico

O 2.º Esquadrão de Helicópteros de Emprego Geral foi ativado em 25 de fevereiro de 1988 com aeronaves AS 332F1 Super Puma, designadas UH-14. Sua criação aliviava o trabalho de helicóptero pesado até então desempenhado pelos Sea King, o que desviava o HS-1 de sua utilidade antissubmarino. Desde então, suas funções mais destacadas foram de transporte de fuzileiros navais e guarda de aeronaves noturna em porta-aviões. Ele também realiza transporte de carga, evacuação aeromédica, combate a incêndio e busca e salvamento. O Super Puma tem certa capacidade de esclarecimento marítimo com seu radar, mas não tinha mísseis Exocet. Seis Super Puma foram comprados originalmente, servindo até sua desativação em 2018.
O sucessor do UH-14 foi o EC-725 Super Cougar, cuja produção foi negociada entre o governo brasileiro e a Helibras/Airbus Helicopters em 2008, prevendo a produção de cinquenta aeronaves em Itajubá, das quais dezesseis pertenceriam à Marinha: oito na versão básica, designada UH-15, três numa versão intermediária (UH-15A) e cinco numa versão operacional (AH-15B). O AH-15B, também chamado de H255M Naval, é a versão mais complexa. Desenvolvido especificamente para a Marinha, conta com sistemas de ataque antinavio modernos: mísseis Exocet AM39 B2M2, sistema “Chaff & Flare”, radar tático APS-143 e equipamento FLIR Star Safire III, integrados por um sistema de gerenciamento de dados táticos de missão (NTDMS). Ao contrário do SH-16, ele não tem capacidade antissubmarino. Em maio de 2022 a Marinha reduziu em um AH-15B seu pedido, trocando-o por mais helicópteros Esquilo. 14 aeronaves já haviam sido entregues ao final de 2022, incluindo três AH-15B, Entretanto, os novos helicópteros também se destinam aos meios distritais. Em janeiro de 2023 o esquadrão operava com dez helicópteros.

#### EsqdQE-1
O 1.° Esquadrão de Aeronaves Remotamente Pilotadas, ativado em 5 de julho de 2022, é responsável pelas seis ARPs de modelo ScanEagle, junto com seus lançadores e recolhedores para operações terrestres e embarcadas. Ele realizou seu primeiro voo a partir do Navio-Patrulha Oceânico (NPaOC) Apa (P-121) em 21 de novembro de 2023.

### Meios distritais

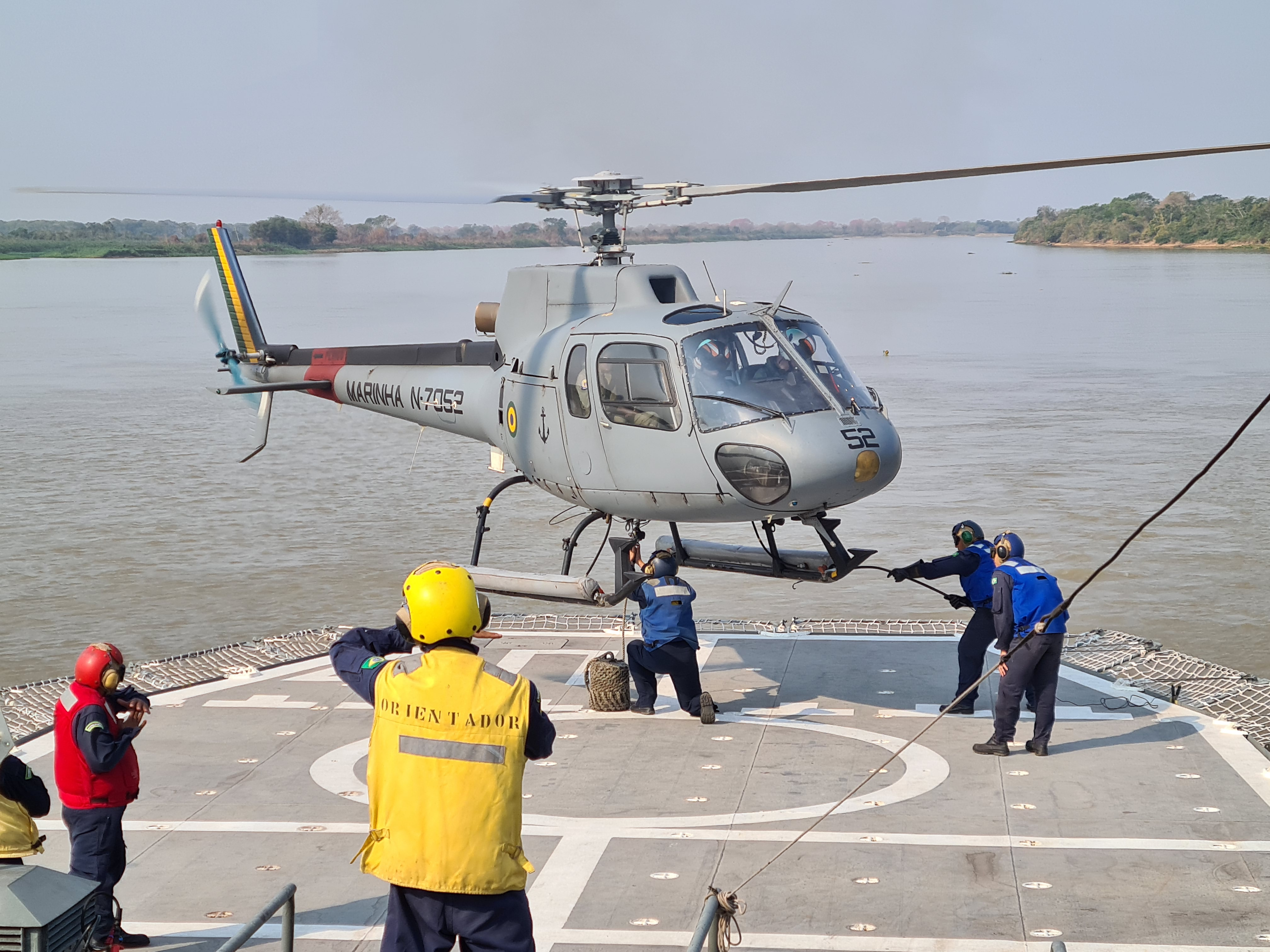
Esquilo do HU-61 no monitor Parnaíba, da flotilha do Mato Grosso, no rio Paraguai

- EsqdHU-41: o 1.° Esquadrão de Helicópteros de Emprego Geral do Norte, ativado em 29 de outubro de 2019, é subordinado ao 4.º Distrito Naval (DN), em Belém, contando com três UH-15 para atuar nos rios e mares do Amapá, Pará e Maranhão.[177]
- EsqdHU-51: o 1.º Esquadrão de Helicópteros de Emprego Geral do Sul foi ativado em 25 de junho de 1998 com o nome de 5.º Esquadrão de Helicópteros de Emprego Geral (HU-5), alterado para o atual em 2019. Sediado em Rio Grande, é subordinado ao 5.º Distrito Naval e atua na região Sul do Brasil,[178][179] contando com três UH-12 em 2020.[120]
- EsqdHU-61 o 1.º Esquadrão de Helicópteros de Emprego Geral do Oeste foi ativado em 6 de junho de 1995 com o nome de 4.º Esquadrão de Helicópteros de Emprego Geral (HU-4), alterado para o atual em 2019. Sediado em Ladário, é subordinado ao 6.º Distrito Naval, com jurisdição sobre os estados de Mato Grosso e Mato Grosso do Sul. A Aviação Naval já havia operado ali em 1932–1936 e retomou suas operações em 1989.[180] Em 2020, contava com três UH-12.[120] A área de fiscalização aérea do 6.º DN é imensa, 983 km de fronteira seca e alagada com a Bolívia e 1.290 km com o Paraguai, por onde embarcações escoam reservas minerais na bacia do Prata e atravessam rotas do narcotráfico. Os meios do esquadrão são insuficientes para atender à demanda, e, para piorar, de 2004 a 2011 seus UH-12 foram substituídos por Jet Ranger, de desempenho pior, para sanar outra deficiência de meios nas corvetas e fragatas da Esquadra. Em 2014 os almirantes já reconheciam a necessidade para a região de um futuro esquadrão com helicópteros médios, capazes de transportar fuzileiros.[181]
- EsqdHU-91: o 1º Esquadrão de Helicópteros de Emprego Geral do Noroeste,[144] originalmente 3º Esquadrão de Helicópteros de Emprego Geral (HU-3), foi ativado em 14 de janeiro de 1994 em Manaus, onde está subordinado ao 9.º Distrito Naval. A presença da Aviação Naval no local data a 1979, quando foi criado seu antecessor, o Destacamento Aéreo Embarcado da Flotilha do Amazonas (DAE-FlotAM). O apoio à Flotilha do Amazonas permanece sua função.[182] Seu desenvolvimento reflete o crescimento gradual da importância da Amazônia nas preocupações das Forças Armadas, com pautas como a vizinhança das Forças Armadas Revolucionárias da Colômbia, contra as quais a Marinha participou da Operação Traíra em 1991, e o temor dos militares com a internacionalização da Amazônia. O reforço à Flotilha do Amazonas e à vigilância da bacia competiram assim com a preocupação tradicional de águas azuis da Marinha. A dotação original do DAE-FlotAM, de dois Bell Jet Ranger II, deu lugar a três UH-12 após a ativação do esquadrão.[183] Em 2020 o esquadrão operava cinco UH-12.[120] O PAEMB de 2009 havia previsto a instalação de seis helicópteros de médio porte em Manaus.[184]

## Pessoal

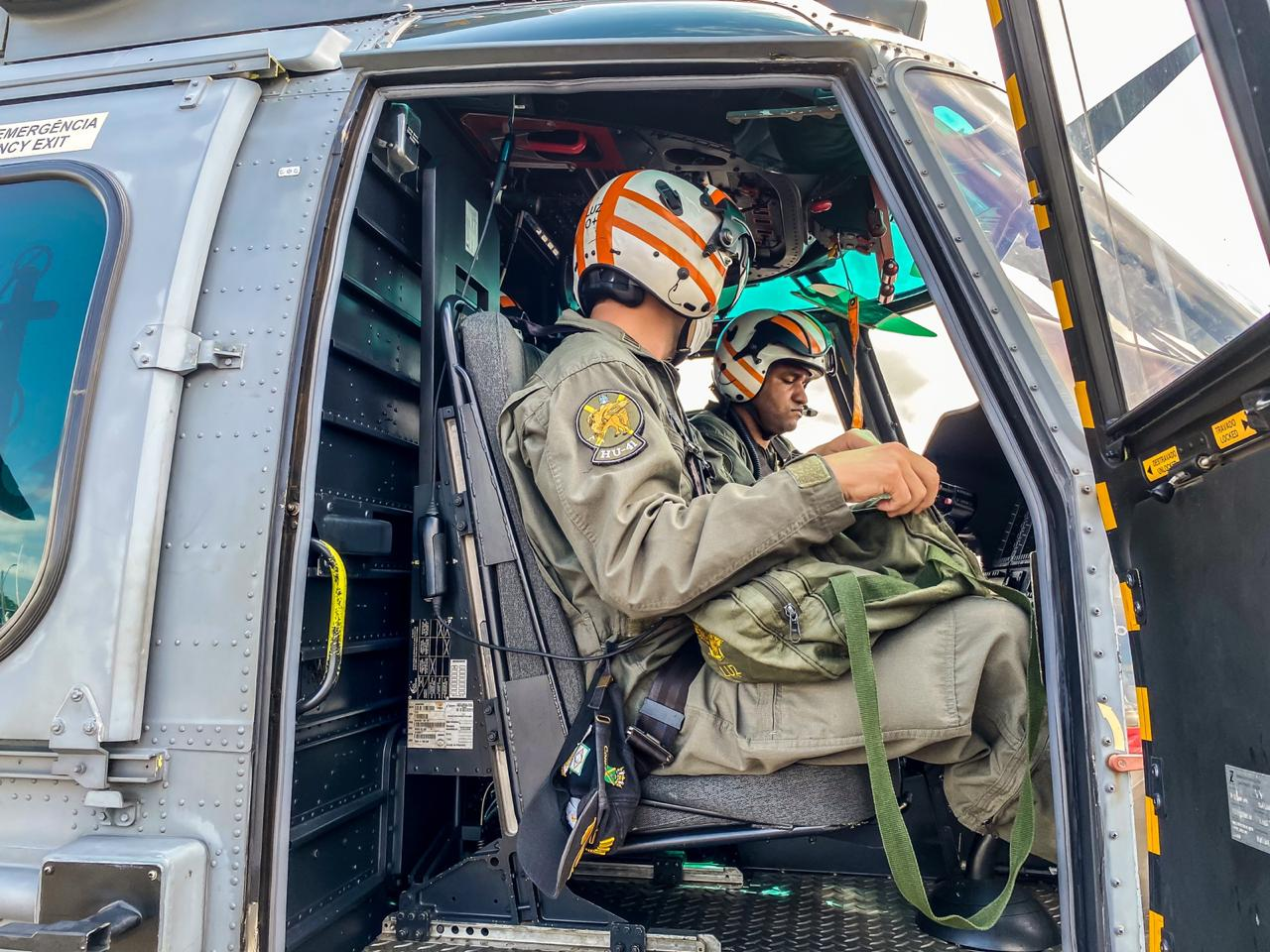
Tripulação de Super Cougar

O pessoal da Aviação Naval, praças e oficiais, inicia sua formação no CIAAN, unidade-escola com diversos cursos. Marinheiros, cabos e sargentos formam-se como mecânicos, responsáveis por manobras de bordo, operadores de sistemas, controladores de tráfego aéreo e outras especialidades. Apenas oficiais são pilotos, e todo piloto tem experiência prévia a bordo. A linguagem, forma de trabalho e focos operacionais da Marinha distinguem os aviadores navais dos aviadores comuns.
Os oficiais são primeiro formados na Escola Naval ou no Centro de Instrução Almirante Wandenkolk, onde a maioria escolhe servir no Corpo da Armada. Os que optam pelos Fuzileiros Navais no início da carreira são minoria, e os oficiais do terceiro Corpo, a Intendência, não são aptos a ingressar. Após um a três anos em atividades convencionais, eles passam por uma seleção difícil, especialmente no aspecto físico, para ingressar no CIAAN. Ali aprendem a teoria (como a meteorologia, regras de tráfego aéreo e aerodinâmica) no Curso de Aperfeiçoamento de Aviação para Oficiais (CAAVO). O centro conta com vários simuladores de voo. O ensino prático é no 1.º Esquadrão de Helicópteros de Instrução, possivelmente com um período anterior na base da Aviação do Exército Brasileiro em Taubaté ou na Academia da Força Aérea (AFA) em Pirassununga. Alguns dos que seguem à AFA são selecionados para voar em asas fixas. Essa formação é a mais longa, de quase quatro anos, compreendendo também períodos na Força Aérea e Marinha americanas, onde aprendem operações de pouso enganchado e catapultagem a bordo de porta-aviões.